# جرجس
القديس جرجس أو مار جرجس (280 - 303) ويسمى أيضاً جاورجيوس أو جريس أو جورج (بالإنجليزية: Saint George) وجرجة في العربية الفصحى. مسيحيًا تم تكريمه كقديس في المسيحية. وفقًا للتقاليد، كان جنديًا في الجيش الروماني. كان القديس جورج جنديًا من أصل يوناني كابادوكي وعضو في الحرس الإمبراطوري للإمبراطور الروماني دقلديانوس، الذي حُكم عليه بالإعدام لرفضه التخلي عن إيمانه المسيحي. أصبح واحدًا من القديسين والشهداء في المسيحية.
في سير القديسين، كواحد من أربعة عشر مساعدًا مقدسًا وأحد أبرز القديسين العسكريين، تم تخليده في أسطورة القديس جورج والتنين. يتم الاحتفال تقليديا بذكرى، عيد القديس جورج، في 23 أبريل. تدعي إنجلترا وإثيوبيا وجورجيا وكتالونيا وأراغون في إسبانيا وموسكو في روسيا والعديد من الولايات والمناطق والمدن والجامعات والمهن والمنظمات الأخرى أن جورج هو الراعي لها. ومعنى اسمه الزارع أو الفلاّح. يعتبر الرمز الوطني لمدينة بيروت حيث تغلب على التنين وقتله. دُفِنت عظام مار جرجس في كنيسة مار جرجس، اللد، بفلسطين.

## حياة القديس

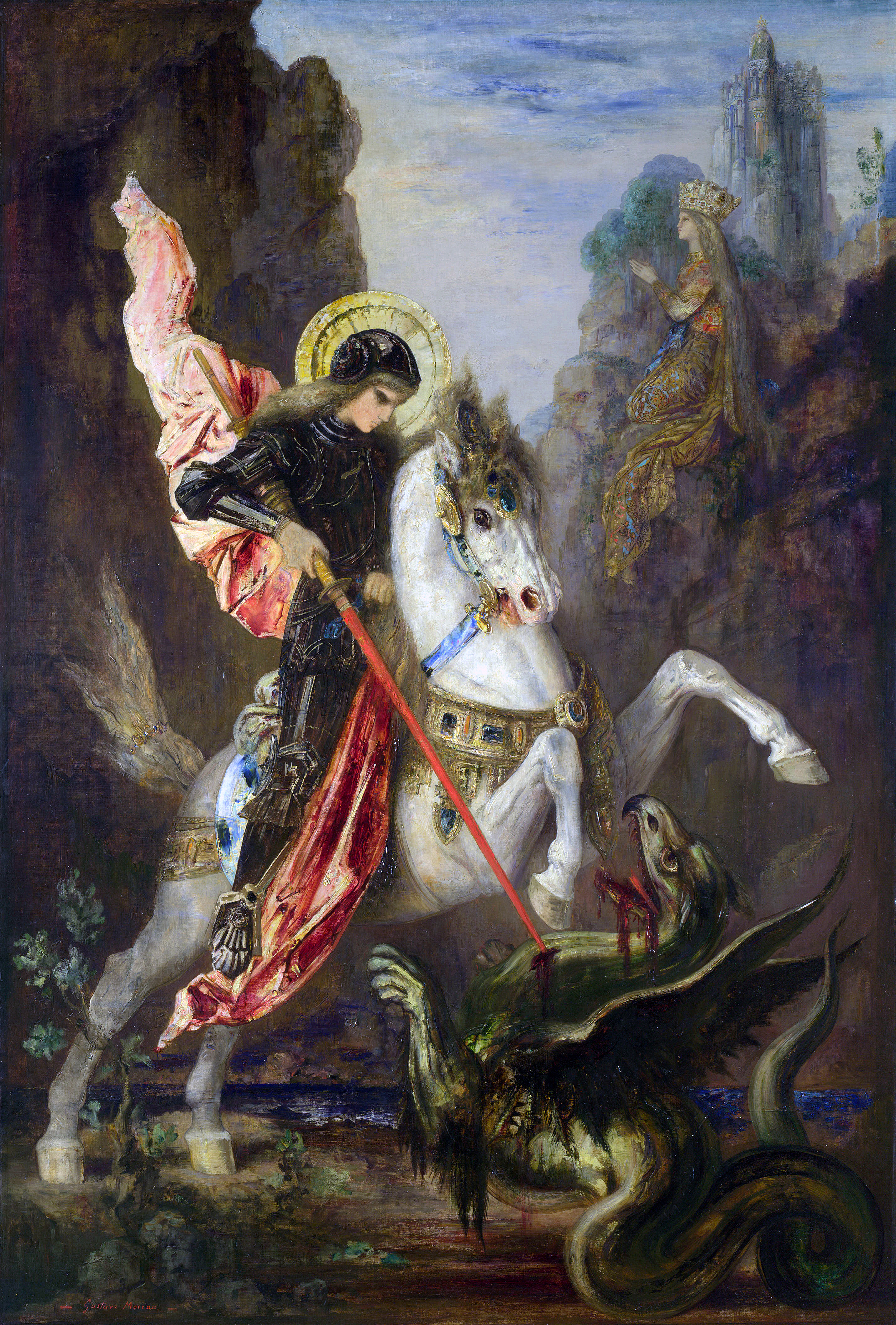
القديس جرجس والتنين

ولد سنة 280م في مدينة اللد في ولاية فلسطين السورية لأبوين مسيحيين من النبلاء. توفي والده فاعتنت به والدته وأنشأته في جو عائلي مسيحي. ولما بلغ السابعة عشرة دخل في سلك الجنديّة وترقّى إلى رتبة قائد ألف في حرس الإمبراطور الروماني دقلديانوس. كان الرومان يضطهدون المسيحيين في تلك الفترة، لكن مار جرجس لم يُخفِ عقيدته المسيحية رغم انضمامه للجيش الروماني، مما أغضب الإمبراطور دقلديانوس، فأخضع القديس لجميع أنواع التعذيب لردّه عن دينه، لكن دون جدوى. العديد ممن شاهدوه معذّباً تحولوا إلى المسيحية، حتى الإمبراطورة ألكساندرا زوجة الإمبراطور. بعد وفاته أعادت رفاته لتدفن في مسقط رأسه بمدينة اللد بفلسطين.
لا يُعرف الكثير عن حياة جورج، ولكن يُعتقد أنه كان ضابطًا رومانيًا من أصل يوناني من كابادوكيا استشهد في إحدى اضطهادات ما قبل القسطنطينية. أبعد من ذلك، تعطي المصادر المبكرة معلومات متضاربة.
هناك نسختان رئيسيتان من الأسطورة، نسخة يونانية ونسخة لاتينية، ويمكن إرجاع كليهما إلى القرن الخامس أو السادس. يعود تبجيل القديس إلى القرن الخامس مع بعض اليقين، وربما لا يزال حتى القرن الرابع. تعود إضافة أسطورة التنين إلى القرن الحادي عشر.
أقرب النص الذي يحفظ أجزاء من رواية جورج هو في سير القديسين اليونانية التي حددها إيبوليت ديلييايه من العلماء فإن بولانديستس أن يكون الرق الممسوح من القرن الخامس. ساهم عمل يوسابيوس السابق، تاريخ الكنيسة، المكتوب في القرن الرابع، في الأسطورة ولكنه لم يذكر اسم جورج أو يقدم تفاصيل مهمة. كان عمل بوللاندس دانيال بابيبروش وجان بوللاند وغودفري هينشين في القرن السابع عشر واحدًا من أوائل الأبحاث العلمية لتأسيس تاريخ القديس، من خلال منشوراتهم فيبيبليوتيكا هاجيوغرافيكا غرايكا. صرح البابا جيلاسيوس الأول عام 494 أن جورج كان من بين هؤلاء القديسين «الذين تُبجل أسماؤهم بحق بين الرجال، لكن أفعالهم لا يعرفها إلا الله».

### النسخة اليونانية
النسخة الأكثر اكتمالا، المبنية على النص اليوناني في القرن الخامس ولكن في شكل لاحق، تبقى موجودة في الترجمة إلى السريانية من حوالي 600. نُشرت ترجمة من أجزاء النص المحفوظة في المكتبة البريطانية إلى اللغة الإنجليزية في عام 1925.
في التقاليد اليونانية، ولد جورج لأبوين مسيحيين يونانيين في كابادوكيا. مات والده من أجل الإيمان عندما كان جورج في الرابعة عشرة من عمره، وعادت والدته مع جورج إلى وطنها سوريا فلسطين. بعد بضع سنوات، توفيت والدة جورج. سافر جورج إلى العاصمة الإمبراطورية الشرقية، نيقوميديا، حيث انضم إلى الجيش الروماني. تم اضطهاد جورج من قبل داديانوس واحد. في الإصدارات اللاحقة من الأسطورة اليونانية، تم ترشيد هذا الاسم إلى دقلديانوس، وتم وضع استشهاد جورج في اضطهاد دقلديانوس عام 303 بعد الميلاد. الإعداد في نيكوميديا هو أيضًا ثانوي، ولا يتوافق مع أقرب عبادة للقديس تقع في ديوسبوليس.
أُعدم جورج بقطع الرأس أمام سور مدينة نيقوميديا، في 23 أبريل 303. أقنع شاهد على معاناته الإمبراطورة ألكسندرا روما بأن تصبح مسيحية أيضًا، لذلك انضمت إلى جورج في الاستشهاد. أعيد جثمانه إلى اللد لدفنه، حيث سرعان ما جاء المسيحيون لتكريمه كشهيد.

### النسخة اللاتينية

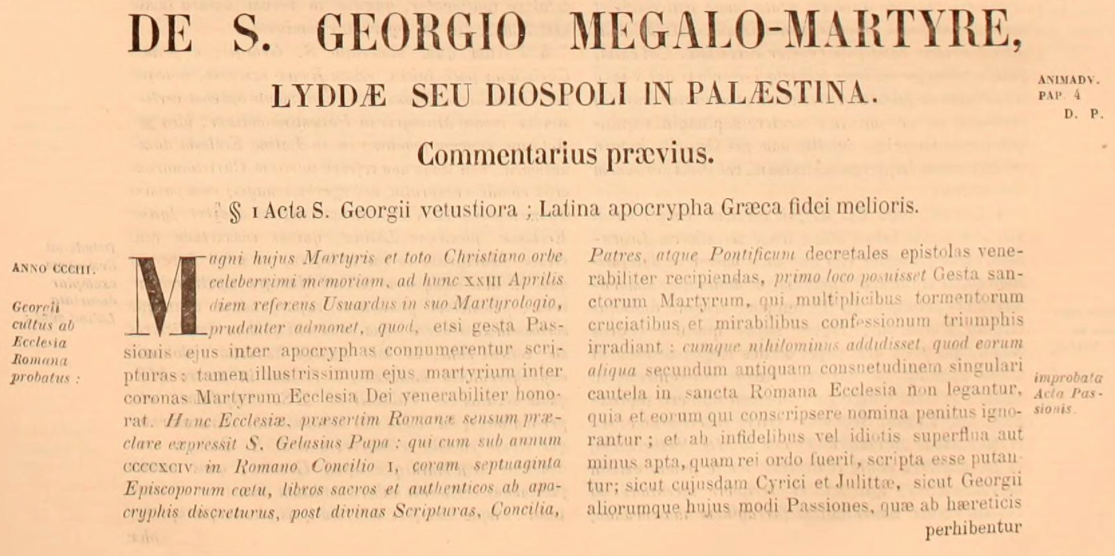
جورج في أكتا سانكتوروم، كما تم جمعها في أواخر القرن السابع عشر وأوائل القرن الثامن عشر. العنوان اللاتيني De S Georgio Megalo-Martyre؛ تُترجم ليداي ديوسبولي في فلسطين إلى القديس جورج الأكبر الشهيد؛ من اللد أو ديوسبوليس في فلسطين

يتبع اللاتينية باسيو سانكتي جورجي (القرن السادس) المسار العام للأسطورة اليونانية، لكن دقلديانوس هنا أصبح داتشيان، إمبراطور الفرس. عاش جورج ومات في مليتين في كابادوكيا. امتد استشهاده إلى أكثر من عشرين عذابًا منفصلاً على مدار سبع سنوات. خلال فترة استشهاده، تحول 40900 وثني إلى المسيحية، بما في ذلك الإمبراطورة ألكسندرا. عندما مات جورج أخيرًا، نُقل داتشيان الشرير بعيدًا في زوبعة من النار. في النسخ اللاتينية اللاحقة، المضطهد هو الإمبراطور الروماني ديكيوس، أو قاضٍ روماني يُدعى داتشيان يخدم تحت قيادة دقلديانوس.

### تاريخية

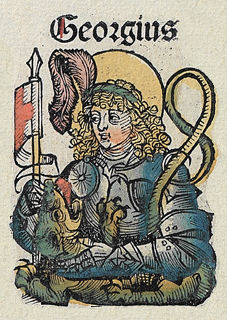
صور جورج في نورنبيرغ كرونيكل عام 1493

هناك القليل من المعلومات عن بداية حياة جورج. يذكر هربرت ثورستون في الموسوعة الكاثوليكية أنه بناءً على عبادة قديمة، وروايات الحجاج الأوائل، والإهداءات المبكرة للكنائس لجورج، التي تعود إلى القرن الرابع، «لذلك لا يبدو أن هناك سببًا للشك في الوجود التاريخي لـ القديس جورج»، على الرغم من عدم إمكانية وضع أي إيمان في تفاصيل تاريخه أو مآثره المزعومة.

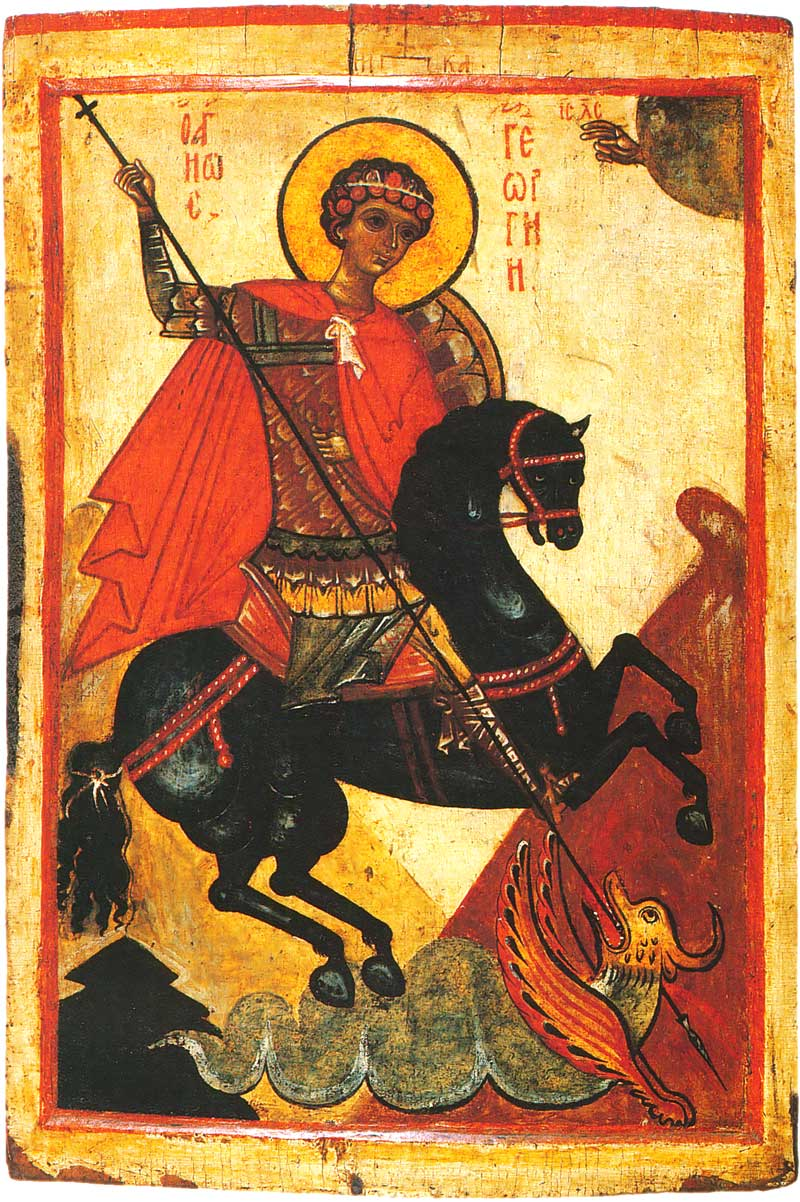
أيقونة روسية (منتصف القرن الرابع عشر)، نوفغورود

إن اضطهاد دقلديانوس عام 303، المرتبط بالقديسين العسكريين لأن الاضطهاد كان يستهدف المسيحيين من بين الجنود المحترفين في الجيش الروماني، له أهمية تاريخية بلا منازع. وفقا لدونالد أتواتر،
«لم تنجو أي تفاصيل تاريخية من حياته.. التبجيل الواسع النطاق للقديس جورج كقديس عسكري منذ العصور الأولى كان مركزه في فلسطين في ديوسبوليس، اللد الآن. ويبدو أن القديس جاورجيوس استشهد هناك في نهاية القرن الثالث أو بداية القرن الرابع. هذا هو كل ما يمكن التكهن به بشكل معقول».
جادل إدوارد جيبون بأن جورج، أو على الأقل الأسطورة التي استخلص منها ما ورد أعلاه، تستند إلى جورج كابادوكيا، أسقف أريان سيئ السمعة من القرن الرابع كان أثناسيوس الإسكندرية. المنافس الأكثر شراسة، وأنه هو الذي أصبح في الوقت المناسب جورج إنجلترا.

يُنظر إلى هذا التعريف على أنه بعيد الاحتمال للغاية. قُتل الأسقف جورج على يد اليونانيين غير اليهود لفرضه ضرائب باهظة، وخاصة ضرائب الميراث. كتب جون بانيل بيوري في كتابه «نتراجع وسقوط جيبون» الذي حرر طبعة 1906م،
«هذه نظرية جيبون ليس لديها ما يقال لها.» ويضيف أن: «ارتباط القديس جورج بأسطورة قتل التنين لا ينفيه إلى منطقة الأسطورة». من المرجح أن القديس جاورجيوس استشهد قبل عام 290.

### الأسماء والألقاب
مار جرجس: مار هي كلمة سريانية وتعني السيد، وجريس أو جرجس أو جورج باللغات الأخرى.
مار جرجس الملطيّ: نسبة إلى مدينة ملطية موطن آباء القديس وأجداده وهي تقع في إقليم كبادوكيه بآسيا الصغرى (تركيا حالياً)، ولذلك يطلق عليه أحياناً اسم مار جرجس الكبادوكي. أصبح التعبير السرياني مار جرجس هو الأكثر سائداً بين الشعب القبطي في الاستعمال الكنسي، وخاصة في الكنائس العربية والشرقية.
جيئورجيوس: وهي من الأصل اليوناني، وترجمته عربياً: فلاح أو عامل في الأرض، وهي كناية كنسية لقّب بها، وتعبر عن أن القديس كان قد فقد فلح في حقل الملكوت واشتغل في كرم الرب.
مارجرجس الفلسطيني: لأن والدته كانت من مدينة اللد بفلسطين.
مارجرجس الكبير: تميزاً له عن القديسين الآخرين الذين لهم نفس الاسم.
مارجرجس الروماني: لأنه كان يتمتع بحقوق المواطن الروماني كاملة وقد منح هذه الجنسية طبقاً لقانون (كاراكلا) الصادر عام 212م ويقضي بمنح الجنسية الرومانية لجميع سكان الإمبراطورية الرومانية والأمراء الأصليين.
سان جورج: وهو الاسم الذي يعرف به القديس في الكنيسة الغربية...
أمير الشهداء: وهو أشهر لقب للقديس وتقول الرواية أن السيد المسيح أعطاه هذا الاسم.
سريع الندهة: وهو اللقب الشعبي المعروف به القديس بين أقباط مصر .

## القديس والتنين
سُجلت أسطورة القديس جرجس والتنين لأول مرة في القرن الحادي عشر، في مصدر جورجي. وصلت إلى أوروبا الكاثوليكية في القرن الثاني عشر. في الأسطورة الذهبية، من قبل رئيس أساقفة جنوة في القرن الثالث عشر جاكوبوس دا فاراجين، كان موت جورج على يد داتشيان، وحوالي عام 287.

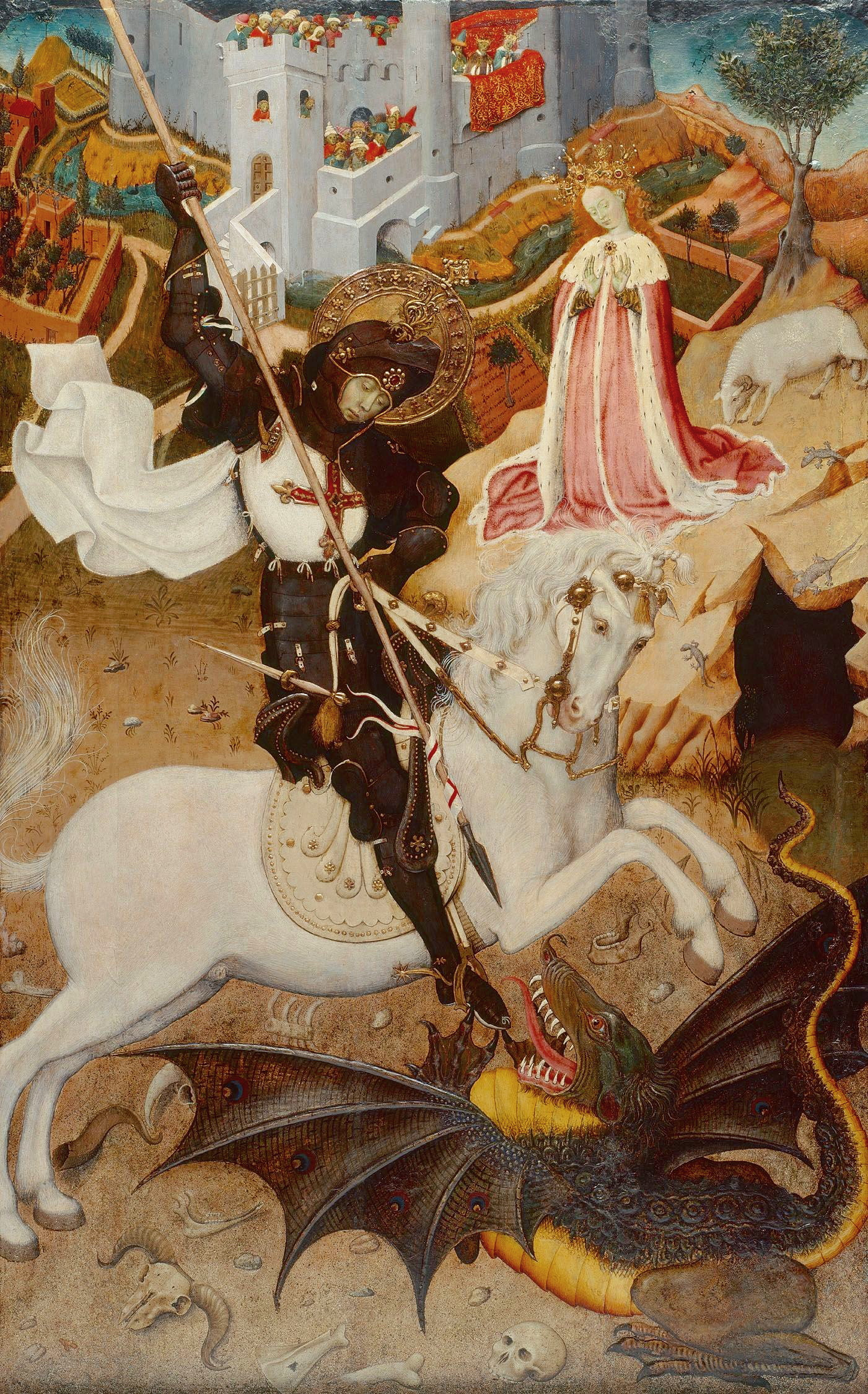
لوحة القديس جورج قتل التنين، 1434/35، بقلم بيرنات مارتوريل

يخبرنا التقليد أن تنينًا شرسًا كان يسبب الذعر في مدينة سيلين، ليبيا، في الوقت الذي وصل فيه جورج إلى هناك. من أجل منع التنين من تدمير الناس من المدينة، قدموا شاتين كل يوم للتنين، ولكن عندما لم تكن الخراف كافية، اضطروا للتضحية بالبشر بدلاً من الخروفين. تم اختيار الإنسان المراد التضحية به من قبل سكان المدينة، وفي إحدى المرات تم اختيار ابنة الملك للتضحية ولكن لم يكن أحد على استعداد ليحل محلها. أنقذ جورج الفتاة بقتل التنين برمح. كان الملك ممتنًا جدًا لدرجة أنه قدم له كنوزًا كمكافأة على إنقاذ حياة ابنته، لكن جورج رفض ذلك وبدلاً من ذلك أعطاها للفقراء. لقد اندهش أهل المدينة مما شهدوه لدرجة أنهم أصبحوا مسيحيين واعتمدوا جميعًا.
قدمت الأسطورة الذهبية سردًا تاريخيًا لمقابلة جورج مع تنين. كان هذا الحساب مؤثرًا للغاية ولا يزال الإصدار الأكثر شيوعًا في اللغة الإنجليزية بسبب ترجمة ويليام كاكستون في القرن الخامس عشر.
في روايات العصور الوسطى، كان يُطلق على الرمح الذي قتل به جورج التنين عسقلان، على اسم مدينة عسقلان المشرقية، اليوم في فلسطين. استخدم ونستون تشرشل اسم أسكالون لطائرته الشخصية خلال الحرب العالمية الثانية، وفقًا لسجلات بلتشلي بارك. يمكن العثور على العديد من المنحوتات لجورج وهو يقاتل التنين في ستوكهولم، أقدمها داخل كاتدرائية ستوكهولم («الكنيسة الكبرى») في المدينة القديمة. انتشرت أيقونات الفارس مع رمح يتغلب على الشر على نطاق واسع طوال الفترة المسيحية.

تعود القصة قديمة من العصر الروماني، حيث تقول القصة انه في مدينة بيروت حيث تغلب على التنين وقتله، وأقيمت على اسمه منطقة معروفة تاريخيا في العاصمة اللبنانية، هذه الرواية المعتمدة، أما في روايات أخرى فيقال أنه في اللد في فلسطين أو مدينة سيريني في ليبيا كان هناك تنين بنى عشه في مدخل نبع للماء. وكان السكان المحليين يحاولون إخراج التنين من عشه لكي يستقوا من مياه النبع حيث كان المصدر الرئيس للماء في المدينة. ولكي يخرجو التنين كانو يوميا يضعون له خروف كغذاء، وعندما نفذت الخراف كانوا يضحون بشخص مختار بالقرعة. وحدث انه كانت الضحية أميرة محلية، وحينها تشفع والدها بالقديس جرجس فظهر مارجرجس وانقذ الاميرة بحيث يقوم بمقاتلة التنين متحاميا بالصليب، ثم يتغلب على التنين ويقتله محررا الأميرة. ولكي يظهر السكان امتنانهم اعتنقوا المسيحية. وهناك قصص وروايات أخرى تعود للعصور الوسطى والتي أساسها اسطير اغريقية ويونانية قديمة. حيث أضحت هذه القصة مرافقة للقديس وترمز له في لوحات أيقونية وتماثيل. إيقونة القديس والتنين تعتبر رمز وطني لمدن (بيروت، جورجيو، جنوا، موسكو) وحتى لدول مثل إنجلترا، روسيا، اليونان، جورجيا، زامبيا، البرتغال، فلسطين وغيرها ممن يعتبرون القديس جرجس شفيع الدولة أو المدينة حسب التراث المحلي المسيحي. كما يُعتبر القديس جاورجيوس شفيعا لكثير من الجيوش في أنحاء العالم وكثير من الجيوش تمتلك أوسمة باسم القديس جاورجيوس تُعطى لمن يتفانى في خدمة البلاد والجيش. ويرى بعض المحللين أنها متأثرة بحكاية بيرسيوس وقتله وحش البحر الذي اراد التهام أندروميدا. لكن هذه الخرافات اليونانية بعيدة كل البعد عن قصة القديس مارجرجس. ولعل التفسير الأدق للتنين في أيقونة مارجرجس هو الشيطان الذي يسحقه القديس وأما الأميرة التي تظهر في الصورة فهي زوجة الإمبراطور دقلديانوس التي اعتنقت المسيحية وأمر دقلديانوس بقطع رأسها.

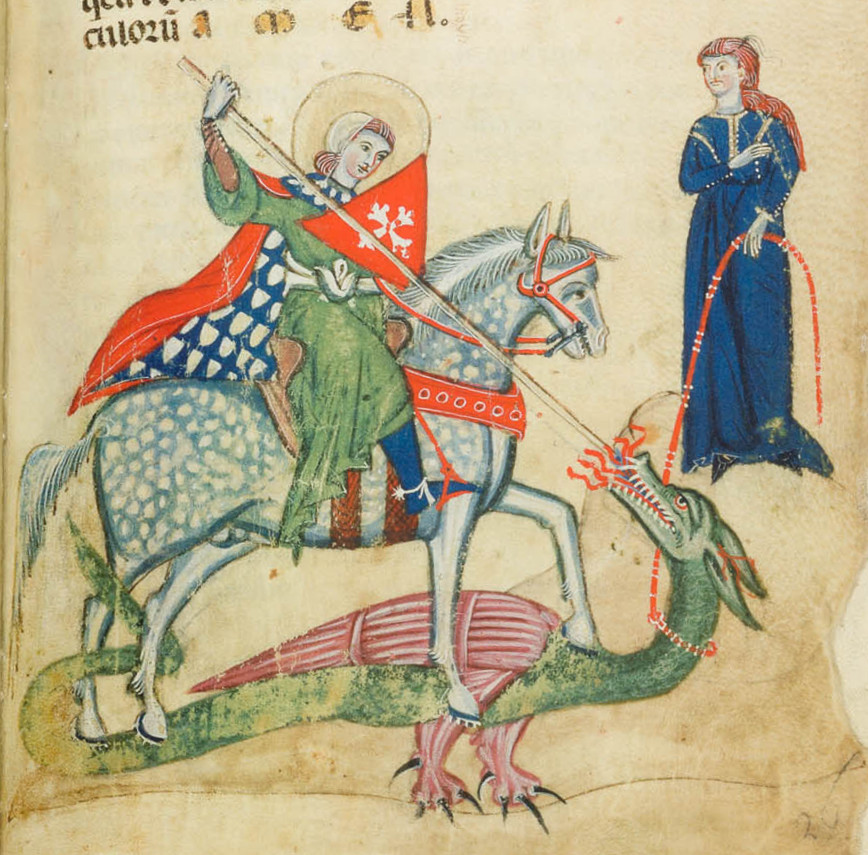
صورة مصغرة من القرن الثالث عشر باسيو سانكتي جورجي (فيرونا)

### اساطير مسلمة
جورج (بالعربية: جرجس) يتم تضمين، (جرجس) في بعض النصوص الإسلامية كشخصية النبوية. تذكر المصادر الإسلامية أنه عاش بين مجموعة من المؤمنين كانوا على اتصال مباشر بآخر رسل عيسى. ويوصف بأنه تاجر ثري عارض قيام ملك الموصل دادان بنصب تمثال أبولو. بعد مواجهة الملك، عذب جورج عدة مرات دون جدوى، وسُجن بمساعدة الملائكة. أخيرًا، كشف أن الشيطان كان يمتلك الأصنام، لكنه استشهد عندما دمر الله المدينة بمطر من نار.
حاول علماء المسلمين إيجاد علاقة تاريخية للقديس بسبب شعبيته. وفقًا للأسطورة الإسلامية، فقد استشهد في ظل حكم دقلديانوس وقتل ثلاث مرات ولكنه كان يُبعث في كل مرة. تم تطوير الأسطورة بشكل أكبر في النسخة الفارسية من الطبري حيث قام بإحياء الموتى، وجعل الأشجار تنبت والأعمدة تحمل الزهور. بعد موته، غطى العالم الظلام الذي لا يرفع إلا بعد قيامته. إنه قادر على تحويل الملكة لكنها تُقتل. ثم يصلي إلى الله ليسمح له بالموت، وهذا أمر موهوب.
يذكر الثعلبي أنه من فلسطين وعاش في زمن بعض تلاميذ المسيح. قُتل مرات عديدة على يد ملك الموصل، وأقام في كل مرة. عندما حاول الملك تجويعه، قام بلمس قطعة من الخشب الجاف أحضرتها امرأة وحوّلها إلى اللون الأخضر، مع زراعة أنواع مختلفة من الفاكهة والخضروات منها. بعد وفاته الرابعة احترقت المدينة معه. رواية ابن الأثير عن موته موازية لصلب المسيح، حيث قال: «فلما مات أرسل الله رياحا عاصفة ورعدا وبرقا وسحب داكنة، فحل الظلام بين السماء والأرض والناس. كانوا في اندهاش كبير». وتضيف الرواية أن الظلمة رُفعت بعد قيامته.

## التبجيل
انتشر تبجيل القديس جورج من سوريا فلسطين عبر لبنان إلى بقية الإمبراطورية البيزنطية - على الرغم من أن الشهيد لم يرد ذكره في السريان البريفياريوم  - والمنطقة الواقعة شرق البحر الأسود. بحلول القرن الخامس، وصل تبجيل جورج إلى الإمبراطورية الرومانية الغربية المسيحية أيضًا: في عام 494، أعلن البابا جيلاسيوس الأول قداسة جورج كقديس،
من بين «أولئك الذين يتم تبجيل أسمائهم بشكل عادل بين الرجال، ولكن أعمالهم معروفة فقط إلى الله». 
تمركزت عبادة القديس المبكرة في ديوسبوليس (اللد) في فلسطين. أول وصف لللد كموقع حج حيث تم تبجيل رفات جورج هو سيتو تيرا سانكتي بواسطة رئيس الشمامسة ثيودوسيوس، والذي كتب بين 518 و 530. بحلول نهاية القرن السادس، يبدو أن مركز تبجيله قد تحول إلى كابادوكيا. تذكر حياة القديس ثيودور دي سيكي، المكتوبة في القرن السابع، تبجيل ذخائر القديس في كابادوكيا.
بحلول وقت الفتوحات الإسلامية المبكرة للشرق الأوسط ذي الأغلبية المسيحية والزرادشتية، كانت هناك كنيسة في اللد مكرسة لجورج. أقيمت كنيسة جديدة في عام 1872 ولا تزال قائمة، حيث يتم الاحتفال بعيد ترجمة رفات القديس جورج إلى هذا الموقع في 3 نوفمبر من كل عام. في إنجلترا، ورد ذكره من بين الشهداء من قبل الراهب بيدي في القرن الثامن. ذا جورجسلييد هو اقتباس من أسطورته باللغة الألمانية القديمة، وقد تم تأليفه في أواخر القرن التاسع. أول إهداء للقديس في إنجلترا هو كنيسة في فوردينجتون، دورست، والتي ورد ذكرها في إرادة ألفريد العظيم. لم يرتقي جورج إلى منصب «القديس الراعي» لإنجلترا، حتى القرن الرابع عشر، ولا يزال محجوبًا من قبل إدوارد المعترف، القديس الراعي التقليدي لإنجلترا، حتى عام 1552 في عهد إدوارد السادس جميع القديسين ألغيت لافتات أخرى غير جورج في الإصلاح الإنجليزي.

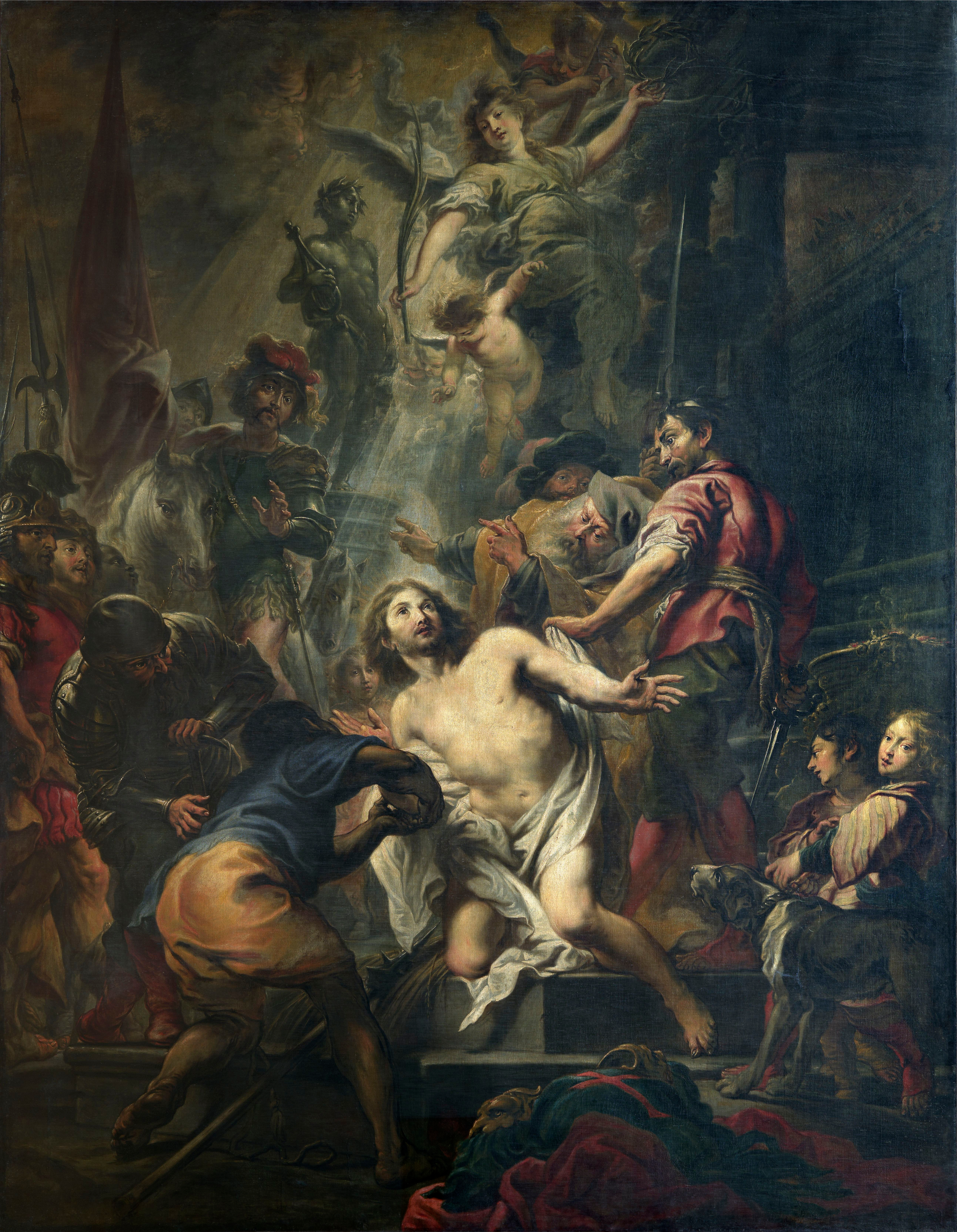
استشهاد القديس جورج بواسطة كورنيليس شوت 1643

شجع الإيمان بظهور جورج الفرنجة في معركة أنطاكية عام 1098، وحدث ظهور مماثل في العام التالي في القدس. تم إنشاء وسام الفروسية العسكري لسانت جوردي دالفاما من قبل الملك بيتر الكاثوليكي من تاج أراغون في 1201، من جمهورية جنوة، مملكة المجر (1326)، ومن قبل فريدريك الثالث، الإمبراطور الروماني المقدس. وضع إدوارد الثالث ملك إنجلترا وسام الرباط الخاص به تحت راية جورج، ربما في عام 1348. لاحظ المؤرخ جان فرويسارت أن استدعاء الإنجليز لجورج هو صرخة معركة في عدة مناسبات خلال حرب المائة عام. في صعوده كقديس وطني، كان جورج مدعومًا بحقيقة أن القديس ليس له صلة أسطورية بإنجلترا، ولا يوجد مزار محلي على وجه التحديد، مثل ضريح توماس بيكيت في كانتربري: «وبالتالي، تم إنشاء العديد من الأضرحة في أواخر القرن الخامس عشر قرن،» كتب موريل سي ماكليندون، «ولم يرتبط ارتباطًا وثيقًا بمهنة معينة أو بعلاج مرض معين.»

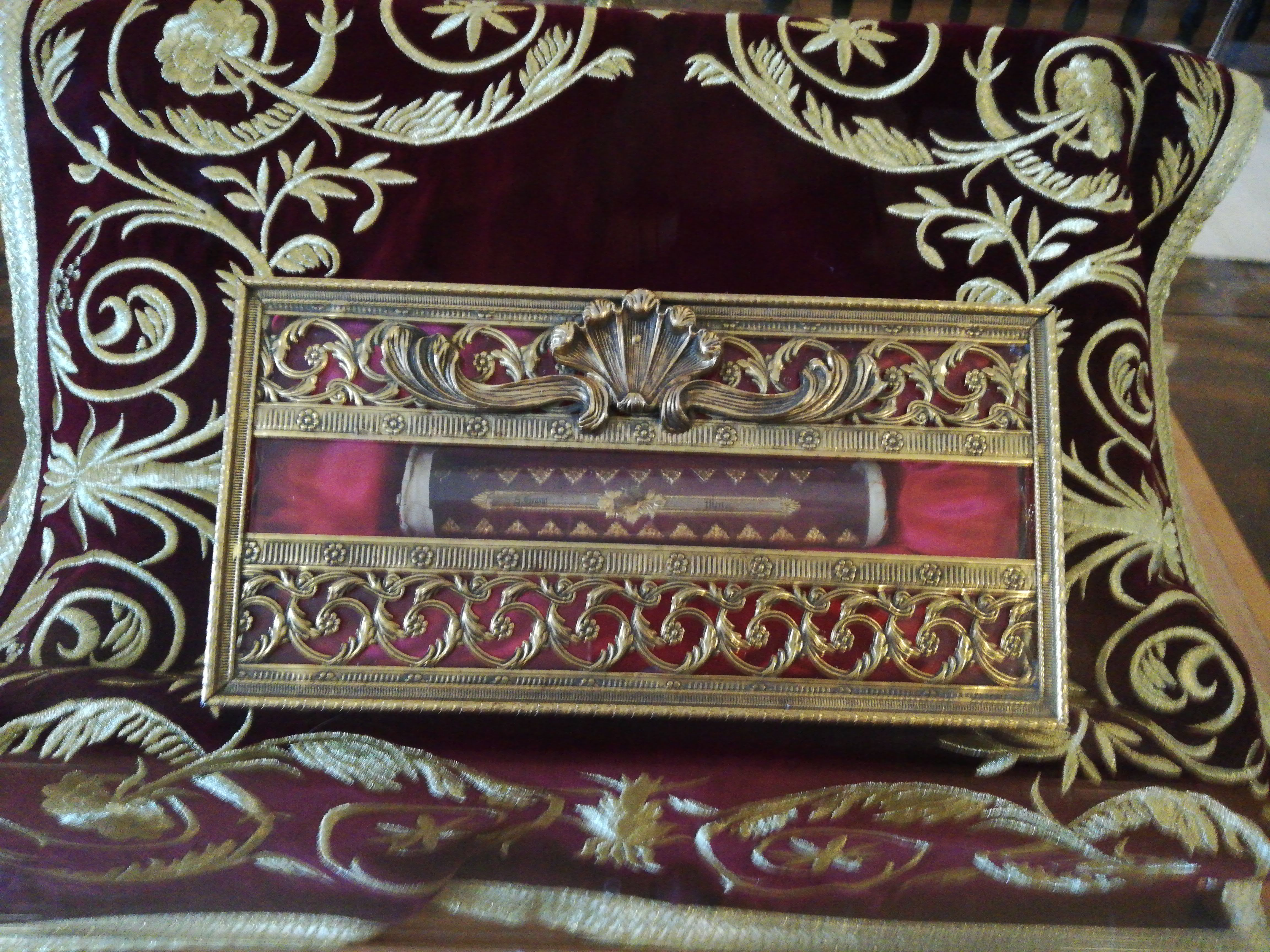
رفات جورج في كنيسة أبرشية ساو جورج، ساو جورج، جزيرة ماديرا، البرتغال

في أعقاب الحروب الصليبية، أصبح جورج نموذجًا للفروسية في الأعمال الأدبية، بما في ذلك الرومانسية في العصور الوسطى. في القرن الثالث عشر، قام جاكوبوس دي فوراجين، رئيس أساقفة جنوة، بتجميع أسطورة سانكتوروم (قراءات القديسين) المعروفة أيضًا باسم أسطورة ذهبية (الأسطورة الذهبية). تتضمن فصوله البالغ عددها 177 فصلاً (182 في بعض الطبعات) قصة جورج من بين العديد من الفصول الأخرى. بعد اختراع المطبعة، أصبح الكتاب من أكثر الكتب مبيعًا.
تم تدوين إنشاء جورج كقديس شهير وعملاق الحماية  في الغرب، والذي استحوذ على خيال القرون الوسطى، من خلال الارتقاء الرسمي لعيده إلى احتفال مزدوج  في مجلس الكنيسة في عام 1415، في التاريخ الذي ارتبط باستشهاده، 23 نيسان. كان هناك مجال واسع من المجتمع إلى المجتمع للاحتفال باليوم عبر أواخر العصور الوسطى وأوائل إنجلترا الحديثة، ولم يكن هناك احتفال «وطني» موحد في أي مكان آخر، وهو رمز للطبيعة الشعبية والعامية لعبادة جورج وآفاقها المحلية، من قبل رابطة أو أخوية محلية تحت حماية جورج، أو تفاني كنيسة محلية. عندما قلص الإصلاح الإنجليزي بشدة أيام القديسين في التقويم، كان عيد القديس جورج من بين الأعياد التي استمرت في الاحتفال.
في نيسان / أبريل 2019، تسلمت كنيسة أبرشية ساو جورج، في ساو جورج، جزيرة ماديرا، البرتغال، رسمياً رفات القديس جورج، شفيع الرعية. خلال الاحتفالات بالذكرى الخمسين لتأسيسها. تم إحضار الآثار من قبل أسقف فونشال الجديد، د. نونو براس.

### التبجيل في بلاد الشام
يشتهر جورج في جميع أنحاء الشرق الأوسط بأنه قديس ونبي. يكمن تبجيله من قبل المسيحيين والمسلمين في شخصيته المركبة التي تجمع بين العديد من الأبطال التوراتيين والقرآنيين وغيرهم من الأبطال الأسطوريين القدامى.

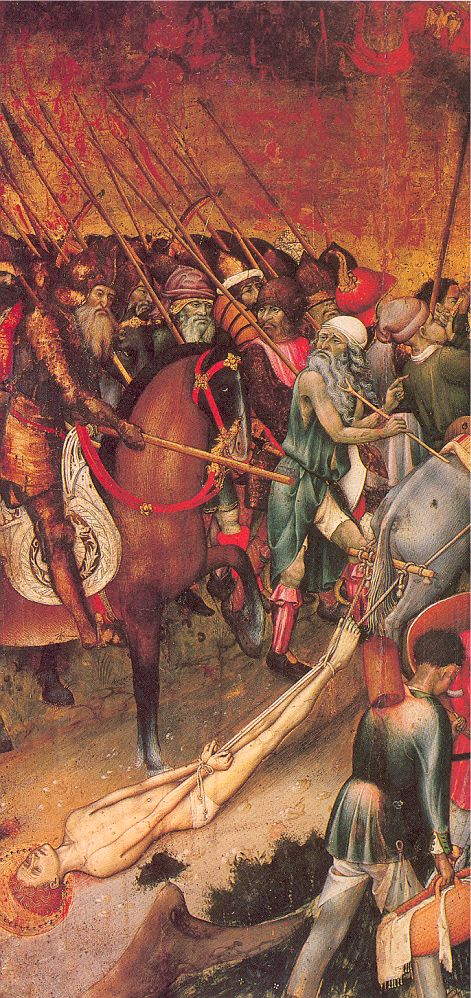
جر القديس جورج في الشوارع (التفاصيل)، بواسطة بيرنات مارتوريل، القرن الخامس عشر

يخبرنا ويليام دالريمبل، الذي راجع الأدب في عام 1999، أن جي أي هاناور في كتابه 1907 فولكلور الأرض المقدسة: مسلم ومسيحي ويهودي «ذكر مزارًا في قرية بيت جالا، بجوار بيت لحم، كان يتردد عليه في ذلك الوقت من قبل المسيحيين الذين اعتبروها مسقط رأس جورج وبعض اليهود الذين اعتبروها مكان دفن النبي إلياس. وفقا لهناور، كان الدير في يومه» نوعا من الجنون. يتم أخذ الأشخاص المشوشين من جميع الديانات الثلاث إلى هناك وتقييدهم في ساحة الكنيسة، حيث يتم الاحتفاظ بهم لمدة أربعين يومًا على الخبز والماء، الكاهن الأرثوذكسي الشرقي على رأس المؤسسة الآن ثم يقرأ الإنجيل عليهم، أو الجلد حسب مقتضى الحال ". في عشرينيات القرن الماضي، وفقًا لمقدسات ومقدسات توفيق كنعان المحمديين في فلسطين، لم يبد أن شيئًا قد تغير، وكانت المجتمعات الثلاثة لا تزال تزور الضريح وتصلي معًا ".
قام دالريمبل بنفسه بزيارة المكان في عام 1995."سألت في الحي المسيحي في القدس، واكتشفت أن المكان كان حيًا جدًا. مع وجود كل المزارات العظيمة في العالم المسيحي للاختيار من بينها، بدا أنه عندما كان لدى المسيحيين العرب المحليين مشكلة - مرض أو شيء أكثر تعقيدًا - فضلوا التماس شفاعة جورج في ضريحه الصغير القذر في بيت جالا. من صلاتها في كنيسة القيامة في القدس أو في كنيسة المهد في بيت لحم ". وسأل الكاهن في الضريح "هل يأتي الكثير من المسلمين إلى هنا؟" فأجابه الكاهن: لدينا المئات! ما يقرب من عدد الحجاج المسيحيين. في كثير من الأحيان، عندما آتي إلى هنا، أجد مسلمين في جميع أنحاء الأرض، في الممرات، صعودًا وهبوطًا." 
يقتبس موسوعة بريتانيكا اقتباسات من الجمعية العامة سميث في كتابه الجغرافيا التاريخية للأرض المقدسة، صفحة 164، 
قائلاً: «المحمديون الذين عادةً ما يربطون القديس جرجس بالنبي إيليا، في اللد يخلطون بين أسطورته وأسطورة عن المسيح نفسه. اسمهم على المسيح الدجال هو دجال، ولديهم تقليد بأن يسوع سيقتل المسيح الدجال عند باب اللد. نشأت فكرة من القديمة النحت الغائر جورج والتنين على كنيسة اللد. لكن الدجال قد يُشتق، من خلال الخلط الشائع من داجون، الذي يحمل اسم قريتين متجاورتين حتى يومنا هذا، بينما كانت إحدى بوابات اللد تسمى باب داجون.» 
تم تكريس الكنيسة الفخارية التي بنيت في اللد في عهد قسطنطين الكبير (306-337) لـ «رجل من أعلى درجات التميز»، وفقًا لتاريخ كنيسة يوسابيوس. ولم يكشف عن اسم titulus «الراعي»، ولكن في وقت لاحق انه تم التأكيد[مِمَن؟]

### التبجيل في العالم الإسلامي

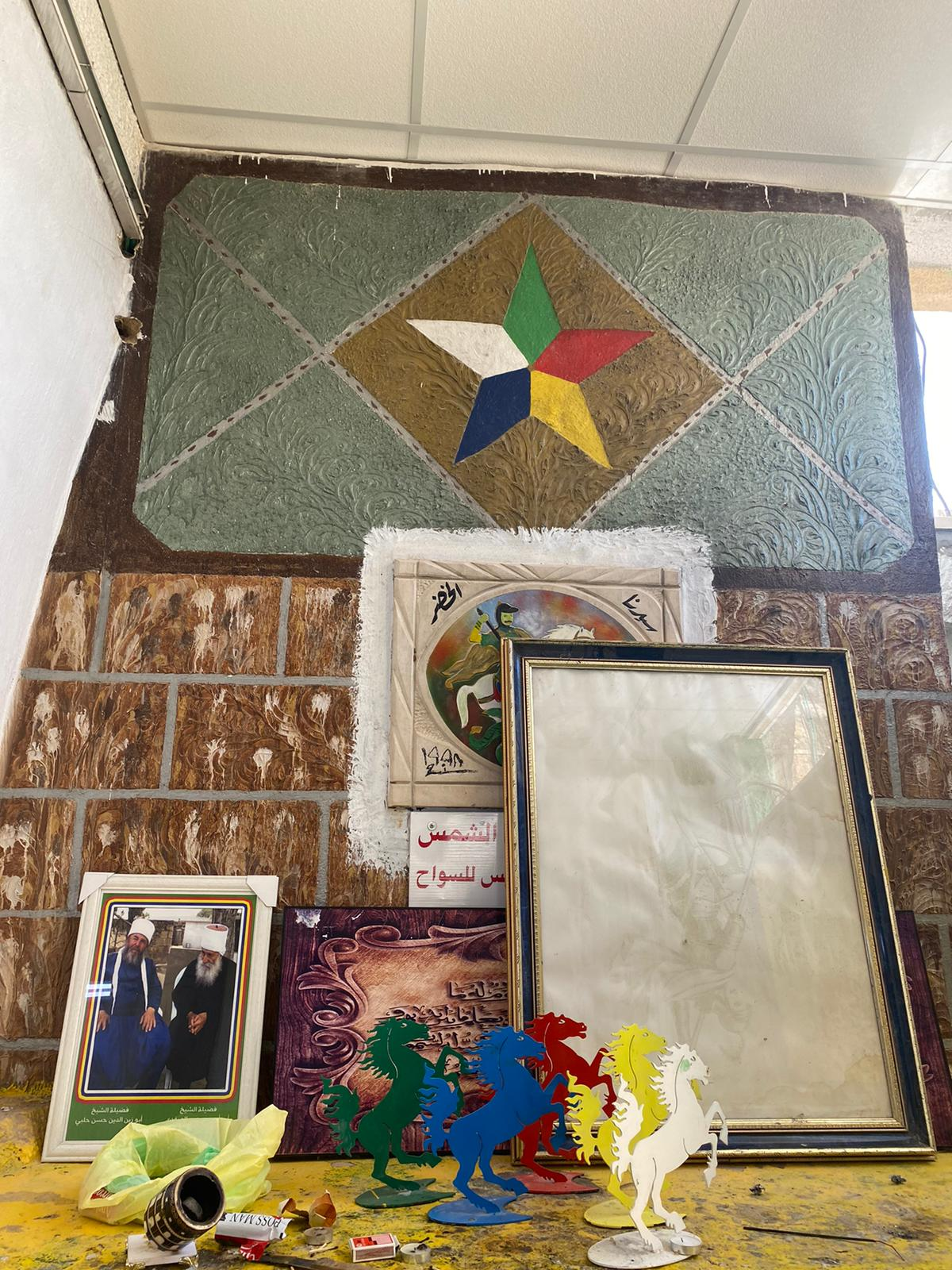
داخل المقام الدرزي الخضر في كفر ياسيف بإسرائيل : أيقونة القديس جاورجيوس والتنين. الذي تزامن مع صورة الخضر.

يوصف جورج بأنه شخصية نبوية في المصادر الإسلامية. يكرس بعض المسيحيين والمسلمين جورج بسبب شخصيته المركبة التي تجمع بين العديد من الأبطال التوراتيين والقرآنيين وغيرهم من الأبطال الأسطوريين القدامى.  في بعض المصادر تم التعرف عليه مع إيليا أو مار إليس أو جورج أو مار جرجس وفي مصادر أخرى مثل الخضر. اللقب الأخير الذي يُقصد به «النبي الأخضر» شائع بين التقوى المسيحية والمسلمة والدرزية. صموئيل كيرتس، الذي زار كهفًا اصطناعيًا مخصصًا له حيث تم التعرف عليه بإيليا، أفاد أن النساء المسلمات اللائي لم ينجبن كن يزرن الضريح للصلاة من أجل الأطفال. وفقًا للتقاليد، تم إحضاره إلى مكان الاستشهاد بالسلاسل، وبالتالي فإن كهنة كنيسة القديس جورج يسلمون المرضى وخاصة المرضى عقليًا إلى سلسلة ليوم واحد أو أطول للشفاء. وهذا ما يسعى إليه كل من المسلمين والمسيحيين.
بحسب موطن إليزابيث آن فين في الأرض المقدسة (1866): قتل القديس جورج التنين في هذه البلاد. والمكان معروض بالقرب من بيروت. تم تسمية العديد من الكنائس والأديرة باسمه. الكنيسة في اللد مكرسة لجورج. وكذلك دير بالقرب من بيت لحم وآخر صغير مقابل بوابة يافا وآخر بجواره. يعتقد العرب أن جورج يمكن أن يعيد المجانين إلى حواسهم، والقول إن شخصًا قد تم إرساله إلى سانت جورج يعادل القول بأنه قد تم إرساله إلى غرفة الجنون. ومن المفرد أن العرب المسلمين تبنوا هذا التبجيل للقديس جرجس، وأرسلوا رجالهم المجانين ليشفوا منه، وكذلك النصارى، لكنهم يسمونه عادة الخضر - الأخضر - حسب طريقتهم المفضلة في استخدام الصفات بدلاً من الأسماء. ومع ذلك، لا يمكنني تحديد سبب تسميته باللون الأخضر - إلا إذا كان من لون حصانه. تسمى الخيول الرمادية باللون الأخضر باللغة العربية.

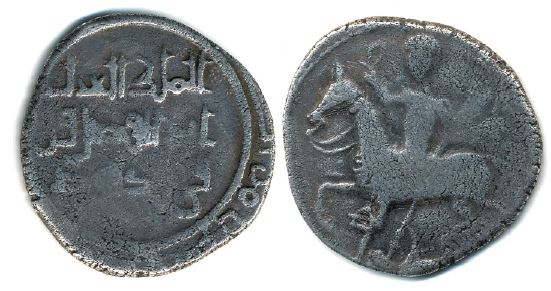
أقرب تصوير نقودي لسانت جورج. عملة كفيريك الثالث، مملكة جورجيا، حوالي 1015

يقع مسجد النبي جرجس، الذي رممه تيمور في القرن الرابع عشر، في الموصل ومن المفترض أنه يحتوي على قبر جورج. ومع ذلك، تم تدميره في يوليو 2014 من قبل الدولة الإسلامية في العراق والشام، التي دمرت أيضًا مسجد النبي شيث ومسجد النبي يونس (يونان). ويزعم المسلحون أن مثل هذه المساجد أصبحت أماكن للردة بدلاً من الصلاة.
كان جورج أو حضرة جرجيس شفيع الموصل. إلى جانب ثيودوسيوس، كان يحظى بالاحترام من قبل المجتمعات المسيحية والمسلمة في الجزيرة والأناضول. يرجع تاريخ اللوحات الجدارية لـ كنيسة الأربعين سدا في بيليسيرما المخصصة له بين عامي 1282 و 1304. تصوره هذه اللوحات على أنه فارس راكب ظهر بين المتبرعين بما في ذلك سيدة جورجية تدعى ثمار وزوجها الأمير والقنصل باسيل، بينما ورد اسم السلطان السلجوقي مسعود الثاني والإمبراطور البيزنطي أندرونسيوس الثاني في النقوش.

يمكن العثور على ضريح منسوب للنبي جورج في ديار بكر، تركيا. يذكر أوليا جلبي في كتابه " سياحة نامه" أنه زار قبور النبي يونان والنبي جورج في المدينة.

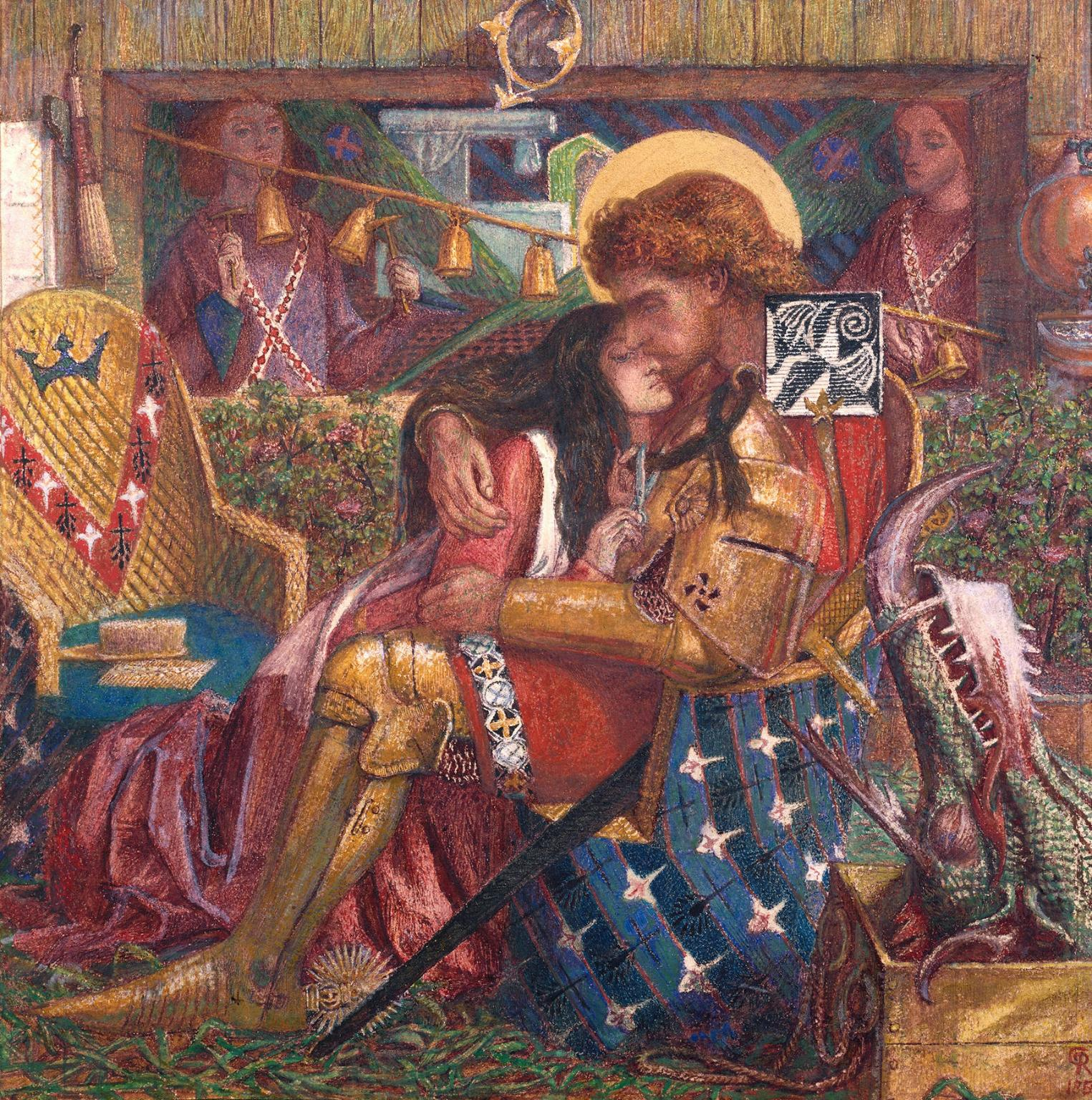
حفل زفاف القديس جورج والأميرة صبرا لدانتي غابرييل روسيتي (1857)

### تاريخ

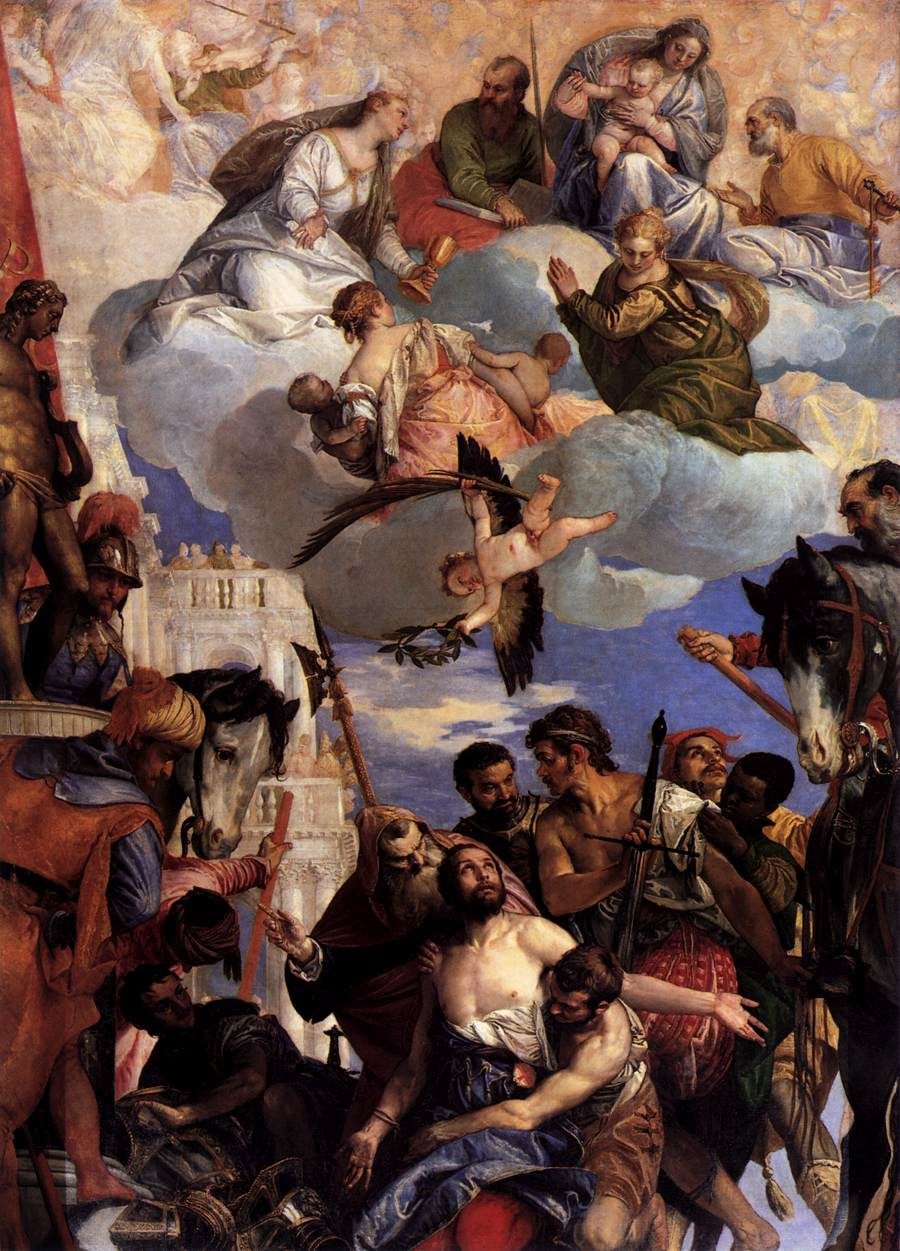
استشهاد القديس جاورجيوس بواسطة باولو فيرونيس 1564

قال المؤرّخ اوسابيوس في موت القديس مار جرجس، لمّا شدّد القيصر دقلديانوس في اضطهاد المسيحيّين وأصدر بذلك امراً علّقه على جدار البلاط الملكي في نيكوميدية، تقدّم جورجيوس ومزّق ذلك الأمر. فقبض عليه الوثنيون فشووه اولا، ثم البسوه خفا من حديد مسمراً بقدميه وسحبوه وراء خيل غير مروّضة، ثم طرحوه في أتون مضطرم فلم يؤذه، ولما رأى الملك دقلديانوس هذا الشهيد غائصاً في بحر الدماء لا يئن ولا يتأوّه أكبر شجاعته. وعزّ عليه أن يخسر قائد حرسه وابن صديقه القديم. فأخذ يلاطفه ويتملّقه لكي يثنيه عن عزمه، فأحبّ جورجيوس أن يُبدي عن شعوره بعطف الملك. فتظاهر بالاقتناع وطلب له أن يُسمح له بالذهاب إلى معبد الاوثان. فأدخلوه معبد الاله «ابلون» باحتفال مهيب حضرة الملك ومجلس الأعيان والكهنة بحللهم الذهبية وجمع غفير من الشعب. فتقدّم جورجيوس إلى تمثال أبولو ورسم إشارة الصليب. وقال للصنم: أتريد أن اقدّم لك الذبائح كأنك إله السماء والأرض؟ «فأجابه الصنم بصوت جهير، كلا أنا لست الها بل الإله هو الذي أنتَ تعبده». وفي الحال سقط ذلك الصنم على الأرض وسقطت معه سائر الأصنام. وعندها صرخ الكهنة والشعب: أن جورجيوس بفعل السحر حطّم آلهتنا. فالموت لهذا الساحر. فأمر الملك بقطع رأسه.

## شفيع لبعض الدول والمدن

شعار الدولة لجمهورية جورجيا

في التقويم الروماني العام، يصادف عيد القديس جورج في 23 أبريل. في تقويم ترايدنتين لعام 1568، تم منحها رتبة «شبه المزدوج». في تقويم البابا بيوس الثاني عشر لعام 1955، تم تقليص هذه المرتبة إلى «بسيطة»، وفي تقويم البابا يوحنا الثالث عشر لعام 1960 إلى «إحياء ذكرى». منذ مراجعة البابا بولس السادس عام 1969، يبدو أنه «تذكار اختياري». في بعض البلدان مثل إنجلترا، تكون المرتبة أعلى - إنها عيد (كاثوليكي روماني) أو عيد (كنيسة إنجلترا): إذا كانت تقع بين أحد الشعانين والأحد الثاني من عيد الفصح، يتم نقلها إلى يوم الإثنين بعد يوم الأحد. الأحد الثاني من عيد الفصح.
تم تكريم القديس جورج كثيرًا من قبل الكنيسة الأرثوذكسية الشرقية، حيث يشار إليه على أنه «الشهيد العظيم»، وفي الأرثوذكسية الشرقية عمومًا. يوم عيده الرئيسي هو يوم 23 أبريل (التقويم اليولياني 23 أبريل يتوافق حاليًا مع التقويم الغريغوري 6 مايو). ومع ذلك، إذا حدث العيد قبل عيد الفصح، فسيتم الإحتفال به في عيد الفصح، بدلاً من ذلك. كما تحتفل الكنيسة الروسية الأرثوذكسية بعيدان إضافيان تكريماً للقديس جورج. إحداها في 3 نوفمبر، إحياء لذكرى تكريس كاتدرائية مكرسة له في اللد في عهد قسطنطين الكبير (305-37). عندما تم تكريس الكنيسة، تم نقل رفات القديس جورج هناك. العيد الآخر هو يوم 26 نوفمبر لكنيسة مكرسة له في كييف، حوالي 1054.
- في مصر: تشير الكنيسة القبطية الأرثوذكسية في الإسكندرية إلى جورج بصفته «أمير الشهداء»، كما يُعتبر من أبرز القديسين حسب معتقدات الكنيسة القبطية الأرثوذكسية وقد تم تشييد الكنائس والعديد من المؤسسات الدينية على اسمه، ويطلق العديد من المسيحين الأقباط على أبنائهم اسم جرجس أو جورج وهي من الأسماء الشعبية لدى مسيحيو مصر. ويحتفل باستشهاده في الثالث والعشرين من شهر برمهات من التقويم القبطي، أي ما يعادل 1 مايو.  كما يحتفل الأقباط بتكريس الكنيسة الأولى المخصصة له في السابع من شهر حاطور حسب التقويم القبطي الذي يوازي عادة 17 نوفمبر.
- بيروت عاصمة الجمهورية اللبنانية: كنائس عديدة باسمه، وهناك خليج مار جرجس أو خليج الخضر التي تجثم عليه مدينة بيروت. ويعتبر اسم جورج أو جرجس من أشهر الأسماء في يومنا هذا.

شعار روسيا وفي المنتصف صورة جرجس والتنين

- في صربيا والبوسنة والهرسك، تشير الكنيسة الأرثوذكسية الصربية إلى القديس جورج باسم Sveti Djordje (Свети Ђорђе) أو Sveti Georgije (Свети Георгије). يحتفل بعيد القديس جورج (Đurđevdan) في 6 مايو، وهو سلافا شائع (يوم القديس الراعي) بين الصرب العرقيين.

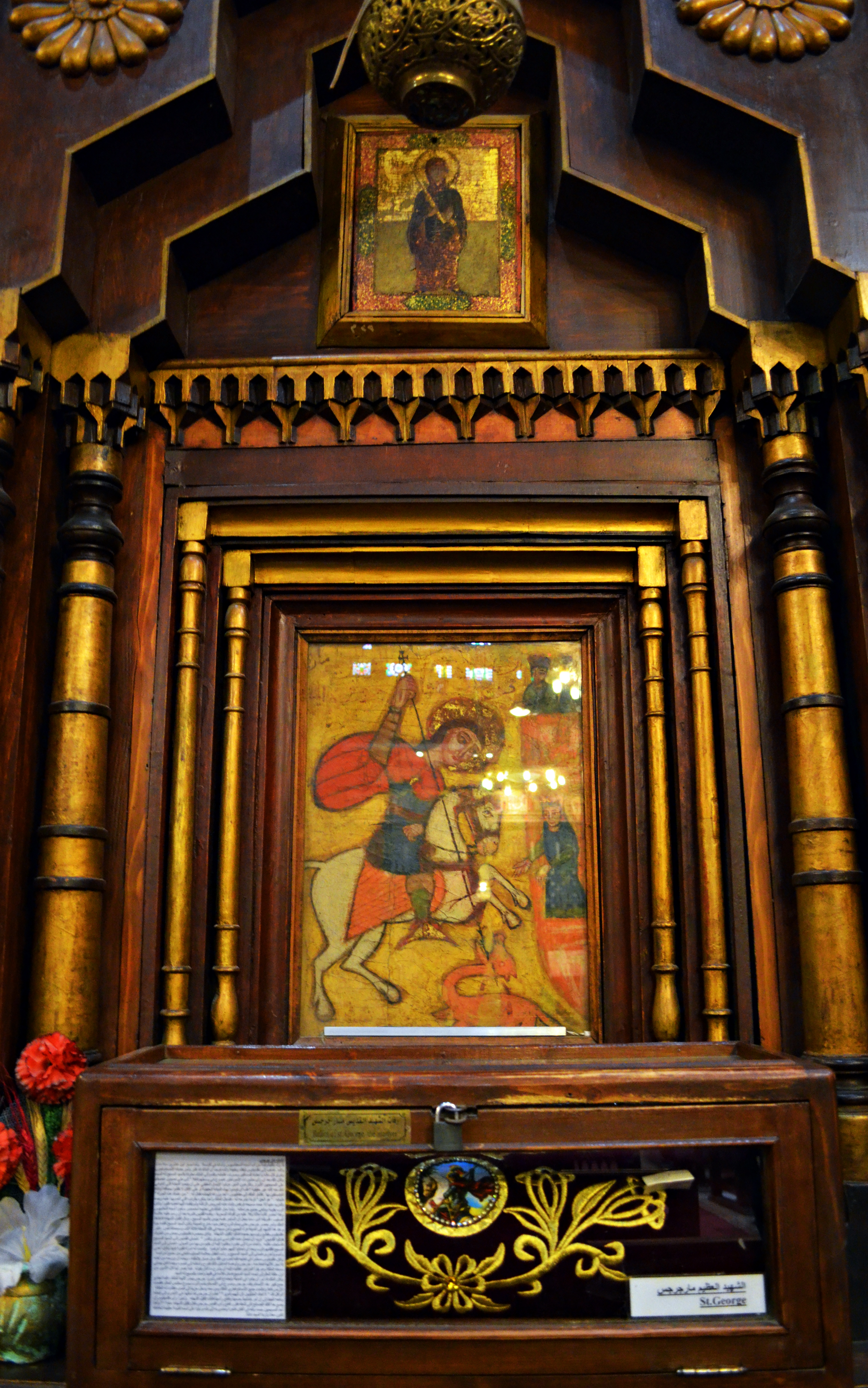
رفاة جرجس في ضريحه بالقاهرة.

- فلسطين التاريخية والأردن: يعتبر مار جرجس المسى «بالخضر» باللهجة المحلية الفلسطينية شفيعاً للعديد من المدن والبلدات مثل عكا وبيت لحم وبيت جالا وبيت ساحور، حيث يستطيع المار في بيت لحم أن يرى تماثيله ومنحوتاته وأيقوناته تملأ البيوت والشوارع والمحلات وجميع الأمكنة، ويحظى الخضر بإجلال المسلمين في فلسطين. وتحمل إسمه عدة كنائس في المنطقة مثل كنيسة برقين في برقين، وكنيسة طولكرم في طولكرم، وكنيسة الخضر في السلط.
- بريطانيا: التي بها 152 قرية بإسمه وتنقش صورته على الجنيه الذهب الإنجليزي، وتحتفل بريطانيا بذكرى استشهاده في 23 أبريل من كل عام، ويعتبر البريطانيون هذا اليوم عيداً قومياً لهم حيث تعطل فيه الأعمال الحكومية ويسمى بيوم سانت جورج، كما يُطلق إسمه على بعض المؤسسات التجارية والمحلات العامة والمدارس والملاجئ. وكثير من ملوك بريطانيا اتخذوا إسمه لأنفسهم تبركاً به مثل جورج الأول والثاني والثالث والرابع والخامس والسادس.[57]
- في بلغاريا، يوم جورج (بالبلغارية: Гергьовден) في 6 مايو، عندما يكون من المعتاد ذبح وشوي خروف. يوم جورج هو أيضا عطلة عامة.
- في سوريا: يوجد العديد من الكنائس تحمل اسم القديس مار جرجس وأشهرها كنيسة في بلدة إزرع في جنوب سوريا بمحافظة درعا، والتي يعود تاريخها إلى حوالي 515 ميلادي. ويُعتبر اسم جورج أو جريس من الأسماء الشعبية عند المسيحيين في سوريا و‌بلاد الشام.
- في إيطاليا: يتمتع سان جورج بمكانة عظيمة لدى الكاثوليك فهو نصير الكنيسة الكاثوليكية. وقد وجدت في روما ونابولي كنائس قديمة جداً على اسم القديس جاورجيوس وكان البابا جلاسيوس الأول بابا روما قد أثبت قداسة مار جرجس في مجمع عقد بروما سنة 404م.
- في فرنسا: بنى الملك كلوفيس الثاني (638 - 656) كنيسة كبيرة على اسم سان جورج وكانت الملكة كلونيدا زوجته تؤمن بشفاعتة فأكثرت من بناء الكنائس على اسمه، وكانت تخصص الأموال الكثيرة لخدمة هذه الكنائس من مالها الخاص.
- في النمسا: أنشأ الإمبراطور فريدريك في سنة 1470م رتبة من الكافليريه (الفروسية) على اسم القديس جرجس.
- في روسيا: كان للقديس مار جرجس مكانة عظيمة في روسيا القيصرية، فرسموا صورته على الحصون. وأنشأت الإمبراطورة كاترين وساماً رفيع الشأن إسمه وسام جاورجيوس وهو على شكل صليب منقوش عليه في الوسط صورة للقديس، وكانت تمنحه للقادة العظام الذين ينتصرون في الحروب مكافأة على شجاعتهم وتخليداً لبطولتهم وكان مار جرجس هو شفيع الامبراطورية الروسية قبل الثورة البلشفية سنة 1923. واختير ليكون شفيعاً لروسيا، بعد إنهيار الاتحاد السوفيتي.
- في اليونان: يكرمونه أعظم إكرام، ويشيّدون على اسمه الكنائس والأديرة، ويسمونه باسم يتميز به عن جميع الشهداء، فيلقبونه بالظافر أو حامل علامة الظفر، كما يصفونه بالشهيد العظيم ورئيس الشهداء.
- في الهند، تبجل الكنيسة السريانية - مليبار الكاثوليكية، وهي إحدى الكنائس الكاثوليكية الشرقية (الكنائس الشرقية الكاثوليكية)، وكنيسة مالانكارا الأرثوذكسية، جورج. مراكز حاج الرئيسية للقديس في الهند في أروفيثورا وبوثوبالي في منطقة كوتايام، إداتهوا [58] في ألابوزا حي، وإداباتي [59] في ارناكولام مقاطعة الدولة الجنوبية من ولاية كيرالا. يتم إحياء ذكرى القديس كل عام في الفترة من 27 أبريل إلى 14 مايو في إداتهوا.[60] في 27 أبريل بعد مراسم رفع العلم من قبل كاهن الرعية، تم أخذ تمثال القديس من أحد المذابح ووضعه في امتداد الكنيسة ليتم تكريمه من قبل المصلين حتى 14 مايو. يوم العيد الرئيسي هو 7 مايو، حيث يتم أخذ تمثال القديس مع القديسين الآخرين في موكب حول الكنيسة. يعتقد أن الشفاعة للقديس جورج من إداتهوا فعالة في صد الثعابين وعلاج الأمراض العقلية. تم إحضار رفات القديس جورج المقدسة إلى أنطاكية من ماردين عام 900 وتم نقلها إلى ولاية كيرالا، الهند، من أنطاكية في عام 1912 على يد مار ديونيسيوس من فاتاسريل، وتم الاحتفاظ بها في المدرسة الدينية الأرثوذكسية في كوندارا، كيرالا. أعطى سمو ماثيوز الثاني كاثوليكوس الآثار إلى كنائس سانت جورج في بوثوبالي، مقاطعة كوتايام، وتشاندانابالي، منطقة باثانامثيتا.

## الرعاية
جورج هو قديس مشهور في كل من الكنائس المسيحية الغربية والشرقية، والعديد من رعاة القديس جورج موجودون في جميع أنحاء العالم.
جورج هو شفيع إنجلترا. يشكل صليبه العلم الوطني لإنجلترا، ويتميز بداخل علم الاتحاد للمملكة المتحدة والأعلام الوطنية الأخرى التي تحتوي على علم الاتحاد، مثل علم أستراليا ونيوزيلندا. بحلول القرن الرابع عشر، تم إعلان القديس شفيعًا وحاميًا للعائلة المالكة.
جورج هو شفيع إثيوبيا. وهو أيضًا شفيع الكنيسة الأرثوذكسية الإثيوبية. قتل التنين التنين هو أحد الموضوعات الأكثر استخدامًا للرموز في الكنيسة.

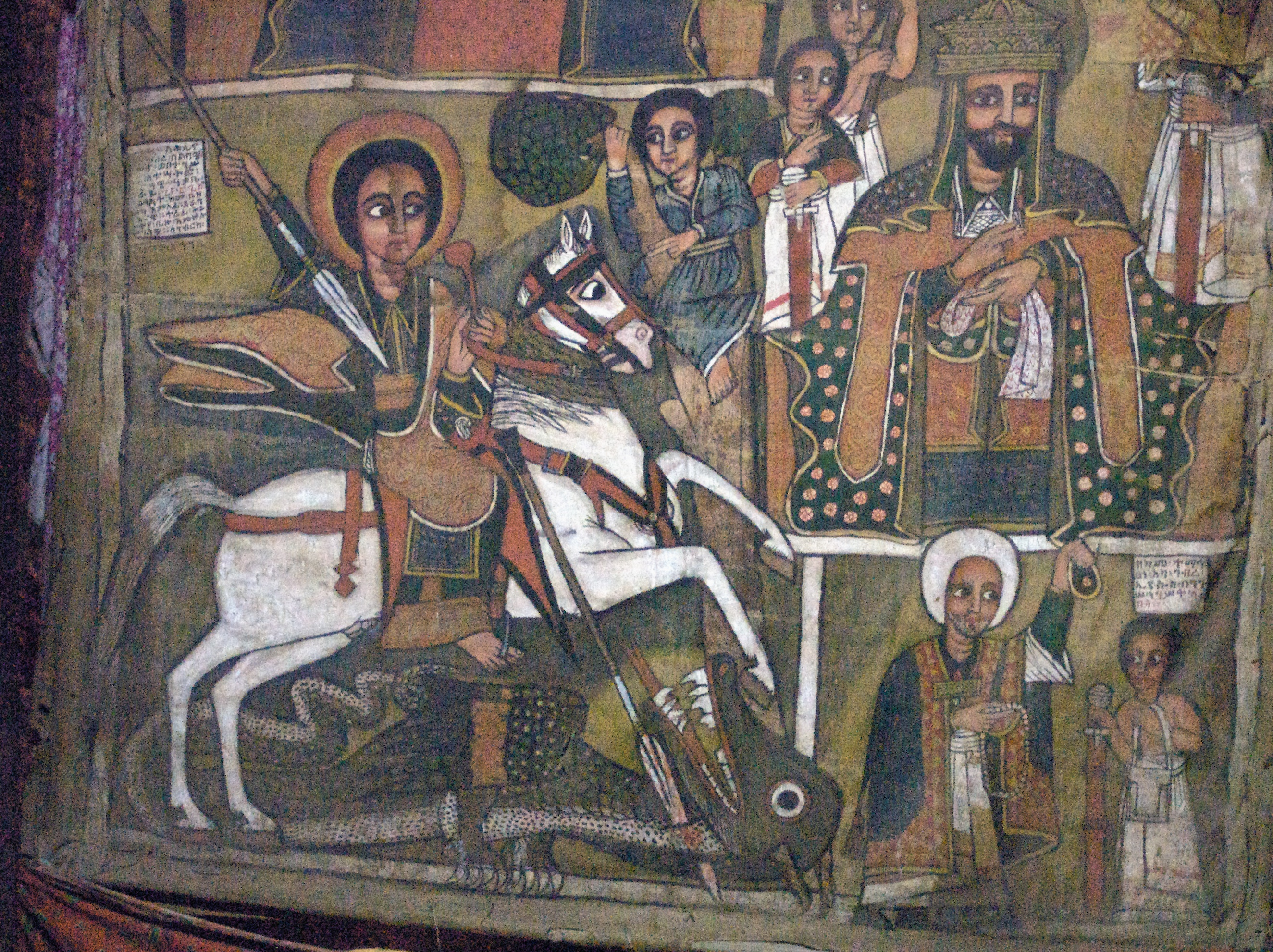
أيقونة جورج في كنيسة في لاليبيلا، إثيوبيا

دولة جورجيا، حيث يعود تاريخ الولاءات للقديس إلى القرن الرابع، لم يتم تسميتها تقنيًا على اسم القديس، ولكنها عبارة عن تشكيل خلفي مشهود له بالاسم الإنجليزي. ومع ذلك، فإن العديد من البلدات والمدن في جميع أنحاء العالم. جورج هو أحد رعاة جورجيا. تم تسمية 365 كنيسة أرثوذكسية في جورجيا على اسم جورج وفقًا لعدد الأيام في السنة. وفقًا للأسطورة، تم تقطيع جورج إلى 365 قطعة بعد سقوطه في المعركة وانتشرت كل قطعة في جميع أنحاء البلاد.
جورج هو أيضًا أحد القديسين الراعين لجزيرتي مالطا وغوزو في البحر الأبيض المتوسط. في معركة بين المالطيين والمور، زُعم أن جورج شوهد مع سانت بول وسانت أجاتا، لحماية المالطيين. جورج هو حامي جزيرة جوزو وراعي أكبر مدينة في جوزو، فيكتوريا. تم تكريس كاتدرائية القديس جورج في فيكتوريا له.

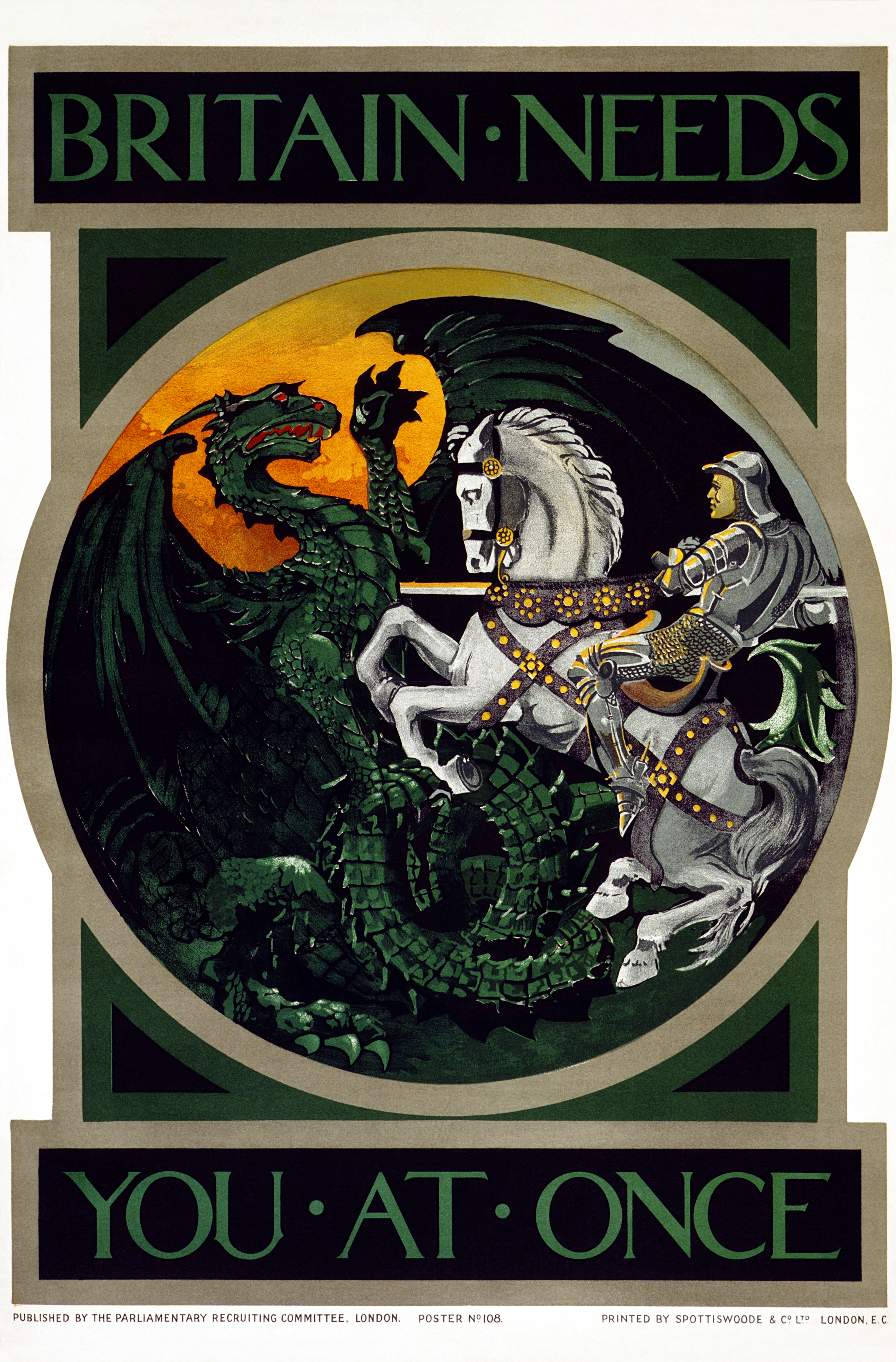
ملصق تجنيد باللغة الإنجليزية من الحرب العالمية الأولى، يظهر فيه جورج والتنين

يعود تاريخ الولاءات لجورج في البرتغال إلى القرن الثاني عشر. نسب نونو ألفاريس بيريرا انتصار البرتغاليين في معركة الجوباروتا عام 1385 إلى جورج. في عهد يوحنا الأول ملك البرتغال (1357-1433)، أصبح جورج شفيع البرتغال وأمر الملك بحمل صورة القديس على الحصان في موكب جسد المسيح. كما حملت القوات البرتغالية علم جورج (أبيض مع صليب أحمر) ورفعته في القلاع خلال القرن الخامس عشر. أصبحت «البرتغال وسانت جورج» صرخة معركة القوات البرتغالية، ولا تزال حتى اليوم صرخة معركة الجيش البرتغالي، مع كون «القديس جورج» هو صرخة معركة البحرية البرتغالية.
تأثرت الولاءات للقديس جورج في البرازيل بالاستعمار البرتغالي. جورج هو القديس الراعي غير الرسمي لمدينة ريو دي جانيرو (اللقب المنسوب رسميًا إلى القديس سيباستيان) ولمدينة ساو خورخي دوس إلهيوس (القديس جورج إلهوس). بالإضافة إلى ذلك، جورج هو شفيع الكشافة وسلاح الفرسان في الجيش البرازيلي. في مايو 2019، تم تعيينه رسميًا باعتباره شفيع ولاية ريو دي جانيرو، بجوار القديس سيباستيان. يحظى جورج أيضًا بالتبجيل في العديد من الديانات الأفرو برازيلية، مثل أومباندا، حيث يتم توليفها في شكل اوغون. ومع ذلك، فإن علاقة جورج بالقمر برازيلية بحتة، ولها تأثير قوي للثقافة الأفريقية، ولا علاقة لها بأي حال بالقديس الأوروبي. يقول التقليد أن البقع الموجودة على سطح القمر تمثل القديس المعجز، وحصانه وسيفه يقتلان التنين ومستعدًا للدفاع عن أولئك الذين يطلبون مساعدته.
جورج، هو أيضًا شفيع منطقة أراغون في إسبانيا، حيث يتم الاحتفال بعيده في 23 أبريل ويُعرف باسم «يوم أراغون» أو «ديا دي أراغون» باللغة الإسبانية. أصبح القديس الراعي لمملكة أراغون السابقة وتاج أراغون عندما فاز الملك بيدرو الأول ملك أراغون بمعركة الكوراز عام 1096. تقول الأسطورة أن النصر سقط في نهاية المطاف في يد الجيوش المسيحية عندما ظهر لهم جورج في ساحة المعركة، وساعدهم في تأمين استعادة مدينة هويسكا التي كانت تحت سيطرة المسلمين في طوائف سرقسطة. كانت المعركة، التي بدأت قبل عامين في عام 1094، طويلة وشاقة، كما أودت بحياة والد الملك بيدرو، الملك سانشو راميريز. مع ترقق أرواح أراغون، يُقال إن جورج ينزل من السماء على شاحنته ويحمل صليبًا أحمر داكنًا، وظهر على رأس سلاح الفرسان المسيحي يقود الفرسان إلى المعركة. بتفسير هذا على أنه علامة حماية من الله، عادت الميليشيات المسيحية أكثر جرأة إلى ساحة المعركة، أكثر نشاطًا من أي وقت مضى، مقتنعة أن راية الإيمان الحقيقي هي راية الإيمان الوحيد. مهزومة، تخلت المستنقعات بسرعة عن ساحة المعركة. بعد عامين من الحصار تحت الحصار، تم تحرير ويسكا ودخل الملك بيدرو المظفرة إلى المدينة. للاحتفال بهذا الانتصار، تم اعتماد صليب القديس جورج كغطاء شخصي لنبالة هويسكا وأراغون، تكريماً لمخلصهم. بعد الاستيلاء على ويسكا، ساعد الملك بيدرو القائد العسكري والنبيل رودريغو دياز دي فيفار، المعروف أيضًا باسم إل سيد، بجيش تحالف من أراغون في فترة طويلة من استعادة مملكة فالنسيا.
انتشرت حكايات نجاح الملك بيدرو في ويسكا وفي قيادة حملته للجيوش مع إل سيد ضد المغاربة، تحت رعاية جورج على مستواه، بسرعة في جميع أنحاء المملكة وخارج تاج أراغون، وسرعان ما بدأت الجيوش المسيحية في جميع أنحاء أوروبا بالتبني جورج كحاميهم وراعيهم خلال جميع الحروب الصليبية اللاحقة على الأراضي المقدسة. بحلول عام 1117، تبنى النظام العسكري لفرسان الهيكل صليب القديس جورج كعلامة بسيطة وموحدة للميليشيات المسيحية الدولية المطرزة على الجانب الأيسر من ستراتهم الموضوعة فوق القلب.
يستمر صليب القديس جورج، المعروف أيضًا في أراغون باسم صليب الكوراز، في تزيين أعلام جميع مقاطعات أراغون.
استمر ارتباط القديس جورج بالفروسية والنبلاء في أراغون عبر العصور. في الواقع، حتى المؤلف ميغيل دي سيرفانتس، في كتابه عن مغامرات دون كيشوت، ذكر أيضًا أحداث التبارز التي وقعت في مهرجان سانت جورج في سرقسطة في أراغون حيث يمكن للمرء أن يكتسب شهرة دولية في الفوز بمنافسة ضد أي شخص. من فرسان أراجون.
في فالنسيا، كاتالونيا، جزر البليار، مالطا، صقلية وسردينيا، تعود أصول تبجيل القديس جورج إلى تاريخهم المشترك كأراضي تحت تاج أراغون، وبالتالي يتشاركون نفس الأسطورة.
يعد صليب القديس جورج (Creu de Sant Jordi) من أعلى الامتيازات المدنية الممنوحة في كاتالونيا. تم منح جوائز سانت جوردي في برشلونة منذ عام 1957.
القديس جورج (سانت جوردي باللغة الكاتالونية) هو أيضًا شفيع كاتالونيا. يظهر صليبه في العديد من المباني والأعلام المحلية، بما في ذلك علم برشلونة، العاصمة الكاتالونية. الاختلاف الكاتالوني للأسطورة التقليدية يضع قصة حياة جورج على أنها حدثت في بلدة مون بلان، بالقرب من تاراغونا.
في عام 1469، أسس الإمبراطور فريدريش الثالث وسام القديس جورج (هابسبورغ- لورين) في روما. هابسبورغ بحضور البابا بولس الثاني على شرف القديس جورج. استمر النظام وروج له ابنه الإمبراطور ماكسيميليان من هابسبورغ. كان التاريخ اللاحق للنظام حافلًا بالأحداث، ولا سيما الأمر الذي تم حله من قبل ألمانيا النازية. فقط بعد سقوط الستار الحديدي وانهيار الشيوعية في وسط وشرق أوروبا، أعيد تنشيط النظام كاتحاد أوروبي بالاشتراك مع القديس جورج من قبل عائلة هابسبورغ.

## الأسلحة والعلم

صليب جورج

أصبح من المألوف في القرن الخامس عشر، مع التطور الكامل لشعارات النبالة الكلاسيكية، توفير الأسلحة المنسوبة للقديسين والشخصيات التاريخية الأخرى من عصور ما قبل شعارات النبالة. ربما نشأ الإسناد الواسع النطاق إلى جورج للصليب الأحمر على حقل أبيض في الفن الغربي - «صليب القديس جورج» - لأول مرة في جنوة، التي اعتمدت هذه الصورة لعلمهم وجورج كقديس لهم في القرن الثاني عشر. تم ذكر فيكسيلوم المباركة جورجي في سجلات جينوفيز لعام 1198، في إشارة إلى العلم الأحمر مع تصوير جورج والتنين. تظهر زخرفة هذا العلم في سجلات عام 1227. تم استخدام علم جنوة مع الصليب الأحمر جنبًا إلى جنب مع «علم جورج» هذا، من عام 1218 على الأقل، وكان يُعرف باسم شارة كروكساتا كومونيس جانو («شارة الصليب لبلدية جنوة»). كان العلم الذي يظهر القديس نفسه هو علم الحرب الرئيسي للمدينة، ولكن العلم الذي يظهر الصليب البسيط كان يستخدم بجانبه في أربعينيات القرن التاسع عشر.
في عام 1348، اختار إدوارد الثالث ملك إنجلترا جورج باعتباره شفيع وسام الرباط الخاص به، واستخدم أيضًا صليبًا أحمر على أبيض في رافعة معياره الملكي.
ارتبط مصطلح «صليب القديس جورج» في البداية بأي صليب يوناني بسيط يلامس حواف الحقل (ليس بالضرورة أحمر على أبيض). تحدث توماس فولر في عام 1647 عن «السهل أو صليب القديس جورج» على أنه «أم كل الآخرين» (أي الصلبان الأخرى).

## الايقونية

أيقونة بيزنطية لجورج، أثينا، اليونان

يُصوَّر جورج بشكل أكثر شيوعًا في الرموز المبكرة والفسيفساء واللوحات الجدارية مرتديًا دروعًا معاصرة للرسم، منفذة بالذهب واللون الفضي، بهدف تعريفه كجندي روماني. خاصة بعد سقوط القسطنطينية وارتباط جورج بالحروب الصليبية، غالبًا ما يتم تصويره على حصان أبيض. وهكذا، فإن طابع الفاتيكان لعام 2003 (الصادر في ذكرى وفاة القديس) يصور جورج مدرعًا على رأس حصان أبيض، ويقتل التنين.
كما تسمح الأيقونات الأرثوذكسية الشرقية لجورج بركوب حصان أسود، كما هو الحال في أيقونة روسية في مجموعة المتحف البريطاني. في قرية مية مية بجنوب لبنان، تم تكليف كنيسة القديس جورج للملكيين الكاثوليك بمناسبة اليوبيل الخامس والسبعين في عام 2012 (تحت إشراف المونسنيور ساسين غريغوار)، وهي الرموز الوحيدة في العالم التي تصور حياة جورج بأكملها، فضلاً عن المشاهد. من عذابه واستشهاده (مرسومة بأسلوب أيقوني شرقي).
يمكن أيضًا تصوير جورج مع القديس ديمتريوس، وهو قديس آخر من الجنود الأوائل. عندما يجتمع المحاربان القديسون معًا ويمتدان على الخيول، فقد يشبهان المظاهر الأرضية لرؤساء الملائكة ميخائيل وجبرائيل. تميز التقاليد الشرقية بين الاثنين حيث يركب جورج حصانًا أبيض وديمتريوس حصانًا أحمر (قد تظهر الصبغة الحمراء باللون الأسود إذا كانت مقرة). يمكن التعرف على جورج أيضًا من خلال تنينه بالرمح، في حين أن ديمتريوس قد يكون رمحًا بشخصية بشرية تمثل ماكسيميان.

## معرض الصور
الشرقية

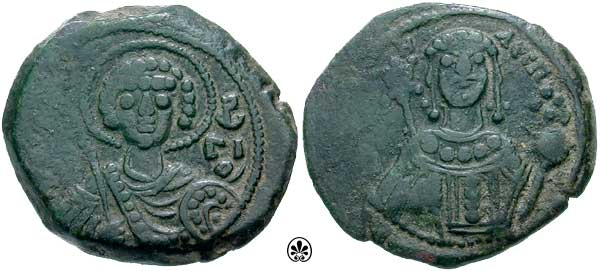
تيتارتيرون من مانويل كومنينوس (القرن الثاني عشر) يظهر تمثال نصفي لجورج
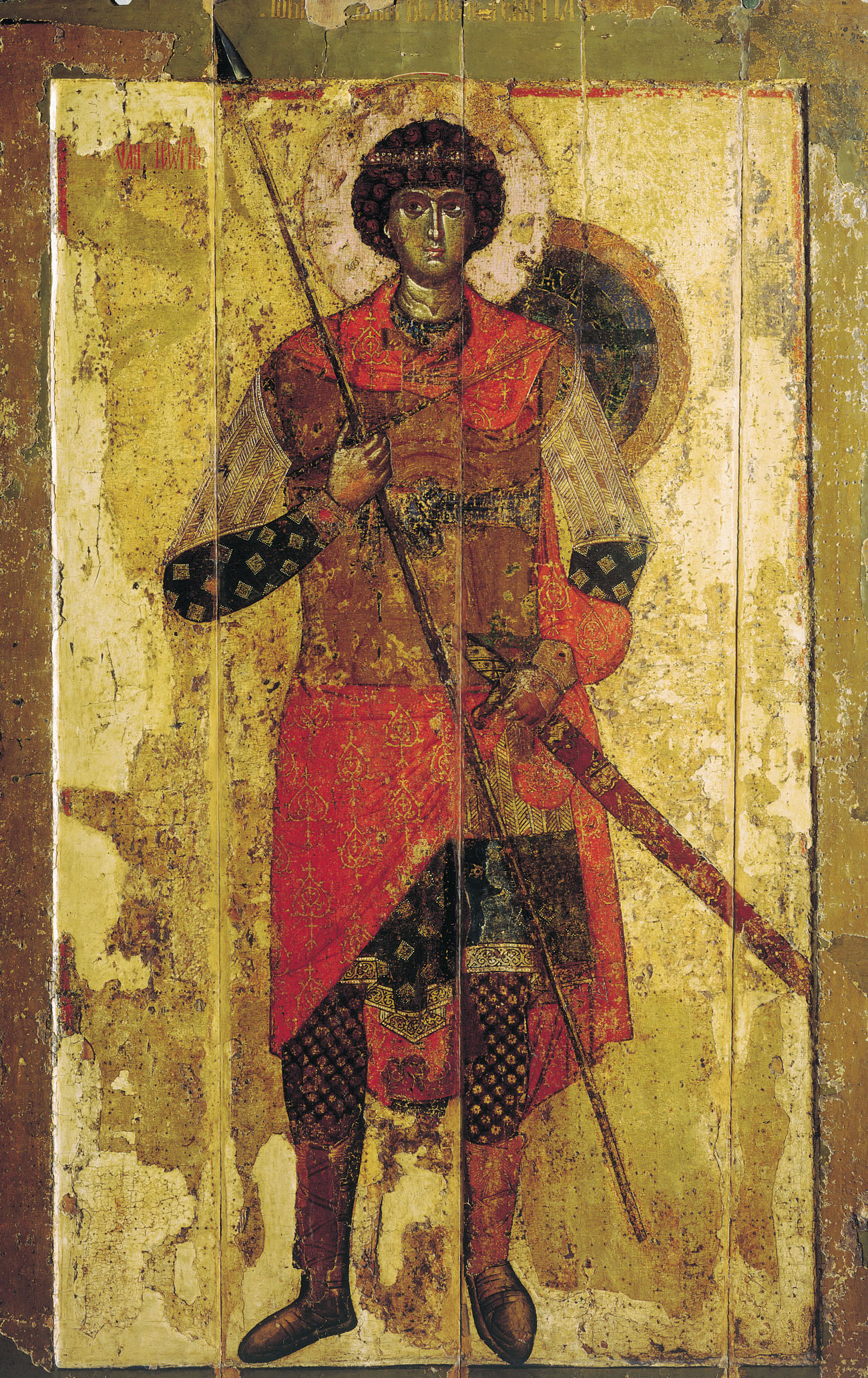
الأيقونة الرئيسية لدير يورييف في نوفغورود (حوالي 1130)
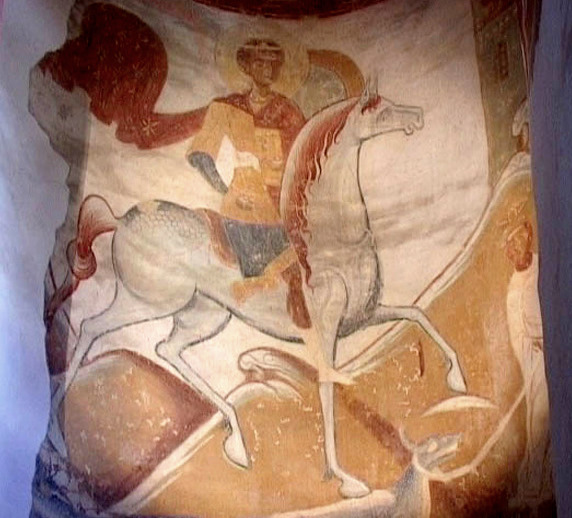
تصوير من القرن الثاني عشر للقديس جورج في كنيسة في قرية ستارايا لادوجا الروسية
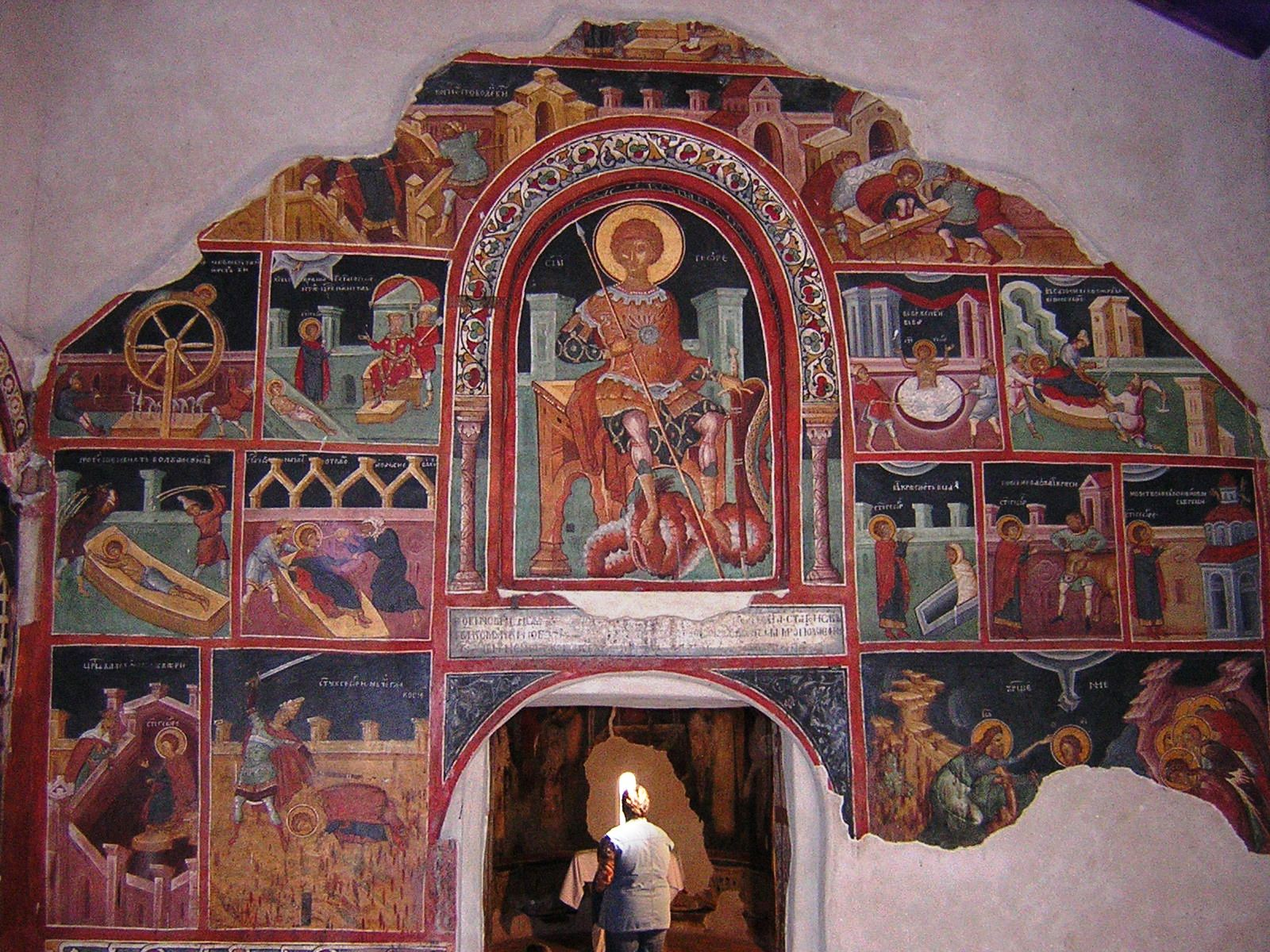
مشاهد من حياة جورج، دير كريميكوفتسي  [لغات أخرى]‏، بلغاريا (القرن الخامس عشر)
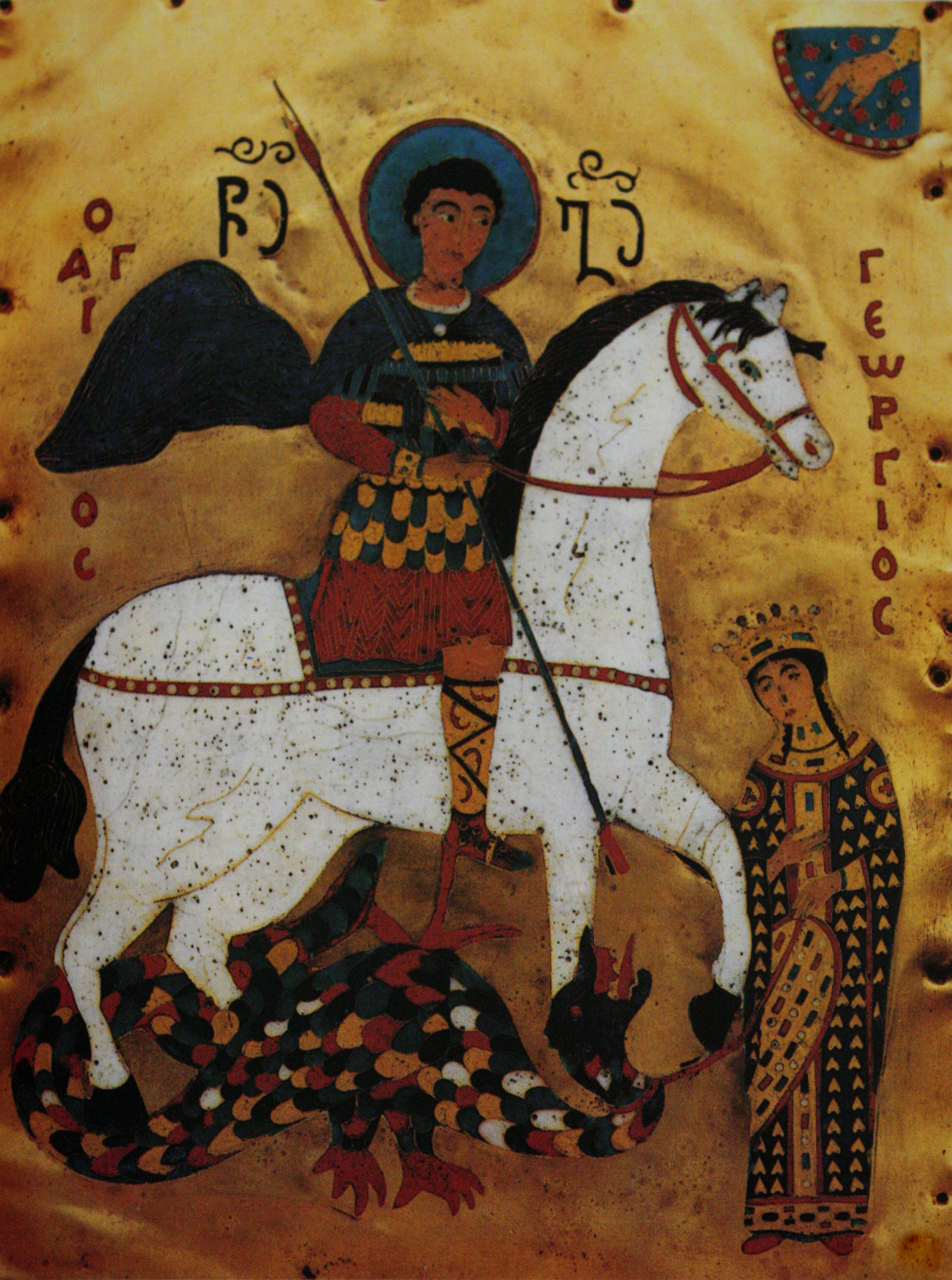
لوحة عليها صورة جورج وهو ينقذ ابنة الإمبراطور (القرن الخامس عشر)
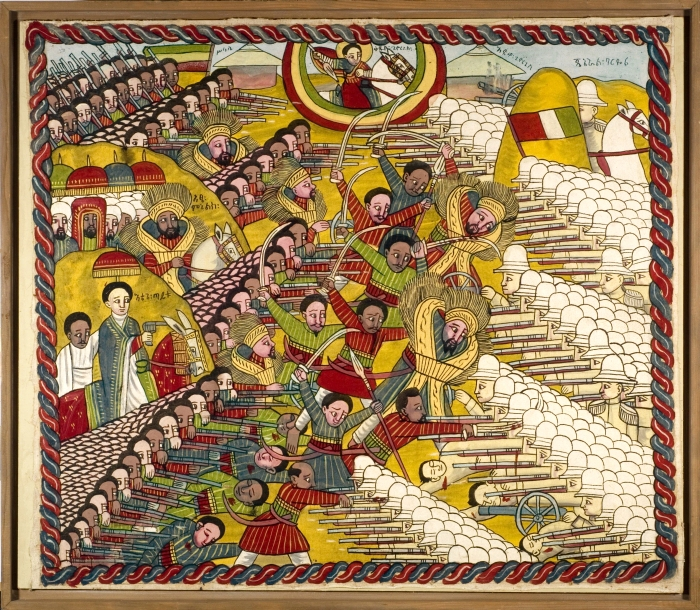
" قوات الإمبراطورية الإثيوبية، بمساعدة القديس جورج (في الأعلى)، انتصرت في معركة العدوة ضد إيطاليا. رسمت 1965-1975."

الغربي

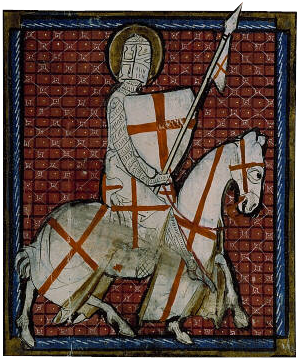
جورج فارسًا صليبيًا، صورة مصغرة من مرض التصلب العصبي المتعدد. من حياة القديسين، ج. 1340 (ريشيليو الفرنسية المخطوطات 185)
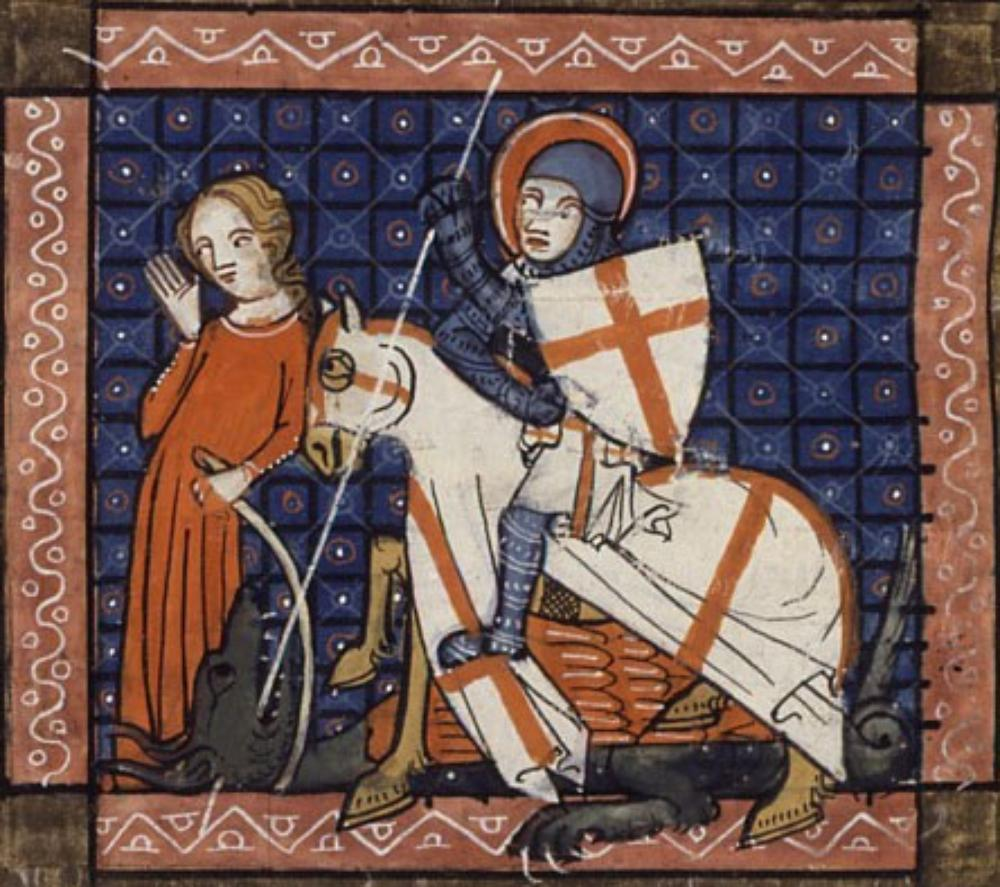
صورة مصغرة لجورج والتنين، م. من الأسطورة الذهبية، بتاريخ 1348
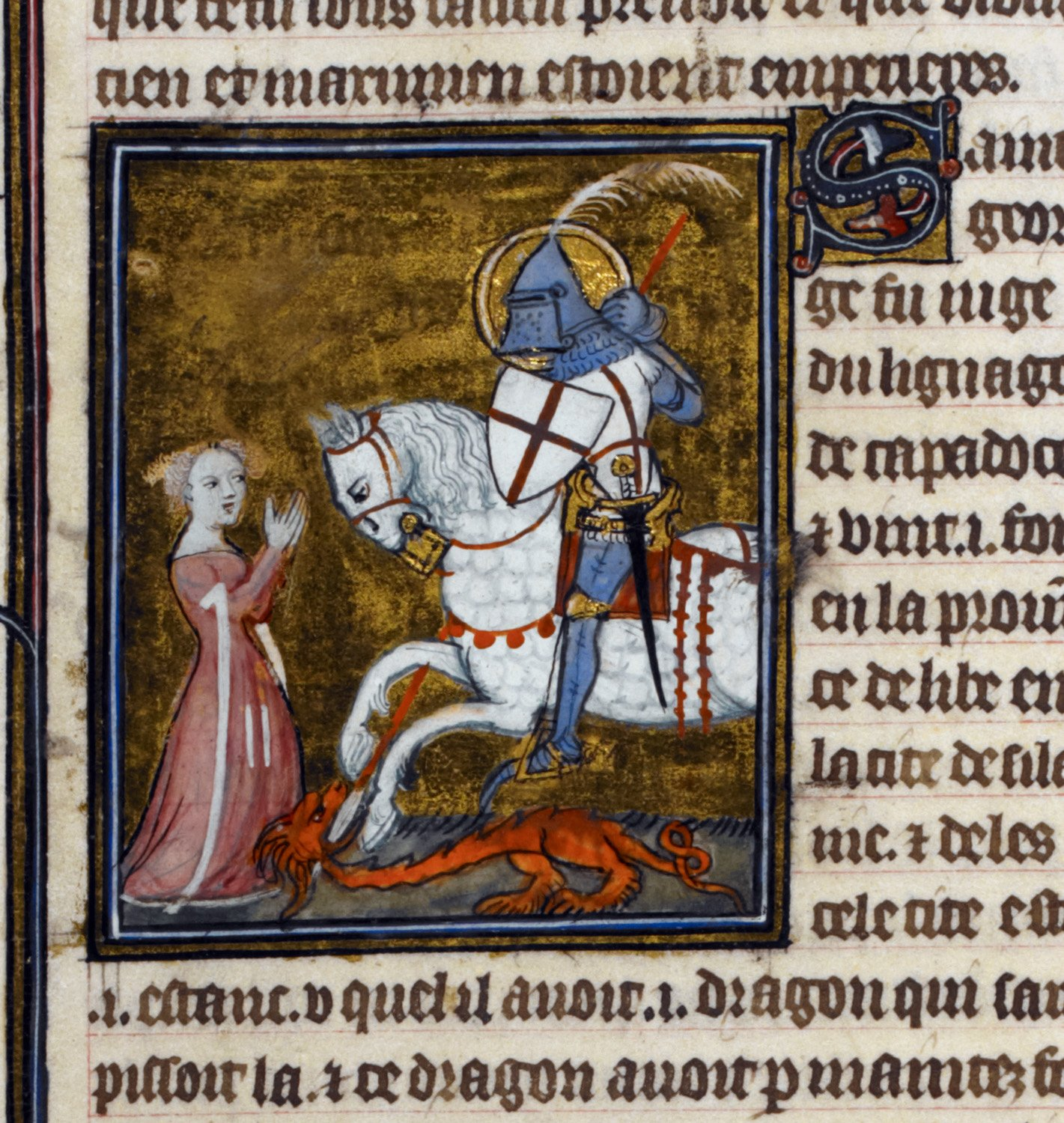
صورة مصغرة لجورج والتنين، م. من الأسطورة الذهبية، باريس، 1382
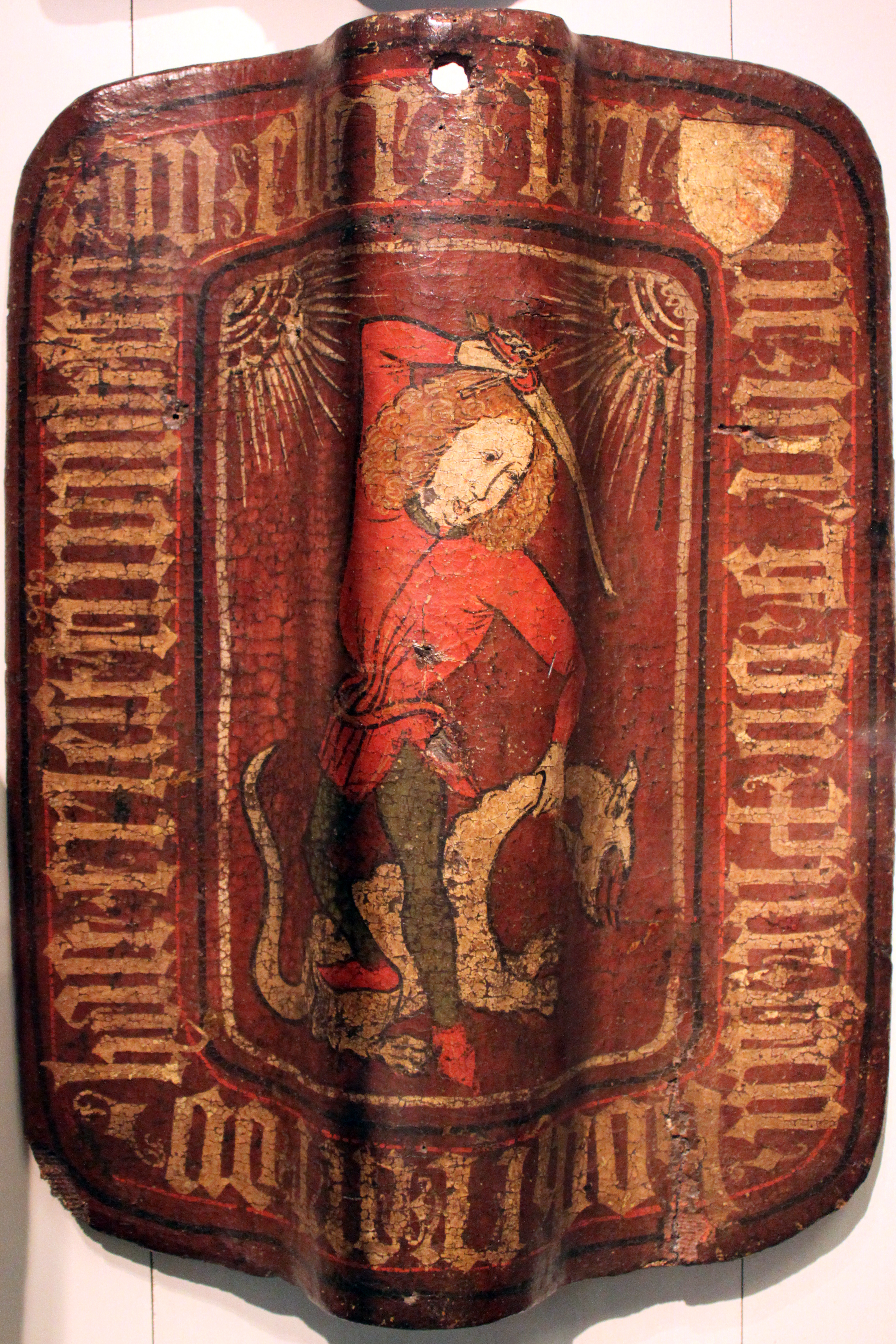
جورج على رصيف صغير (نورمبرج، 1480)
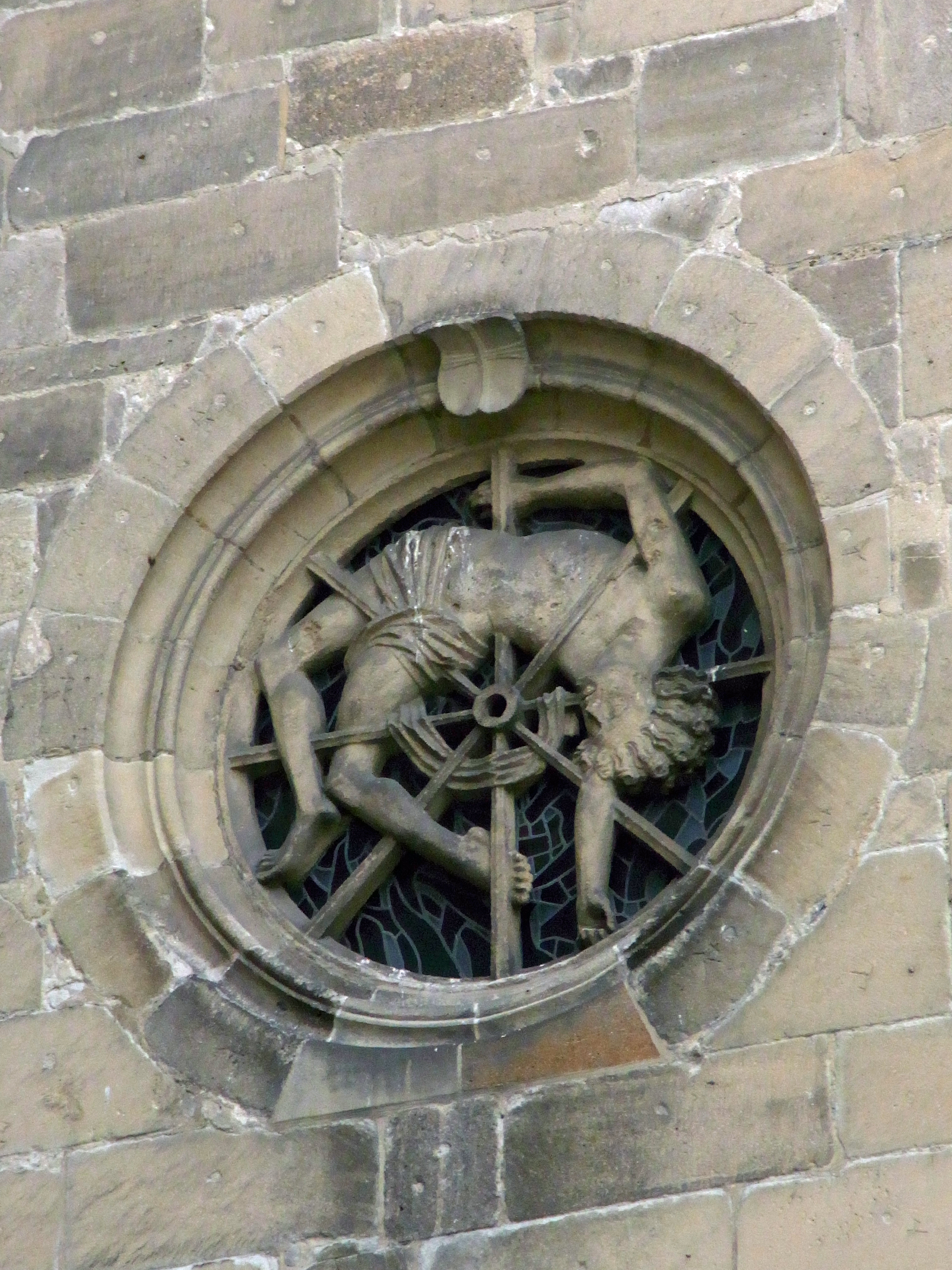
القديس جورج شهيدًا: كنيسة القديس جورج الجماعية  [لغات أخرى]‏ في توبنغن (القرن الخامس عشر)
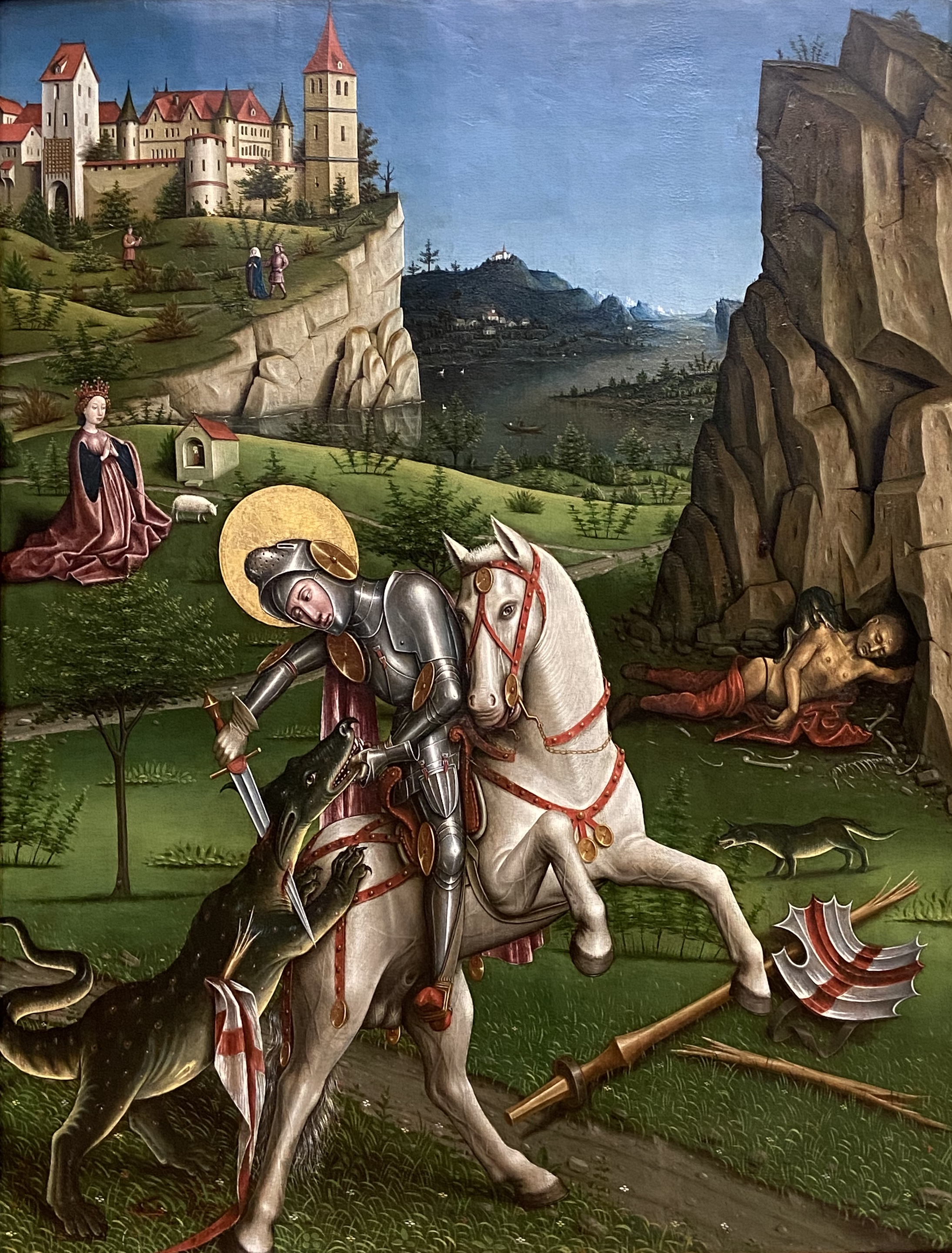
سانت جورج (1440-1450)

### المزيد من صور

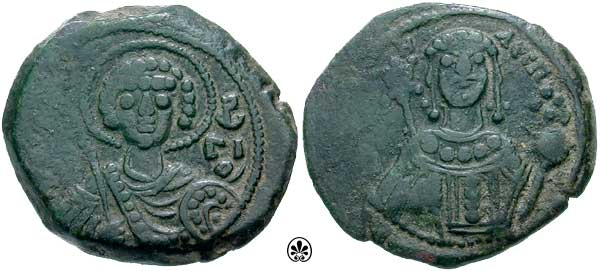
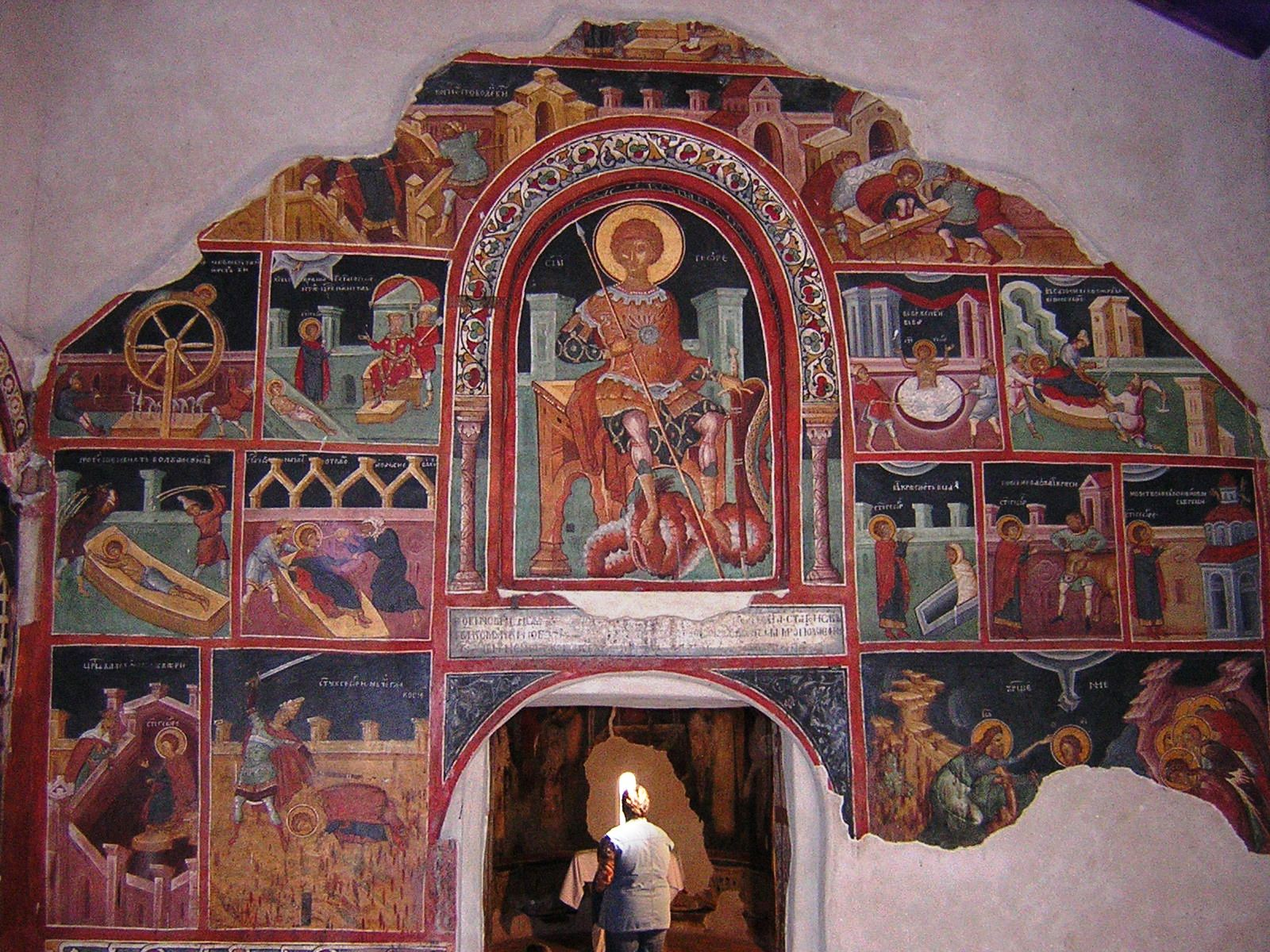
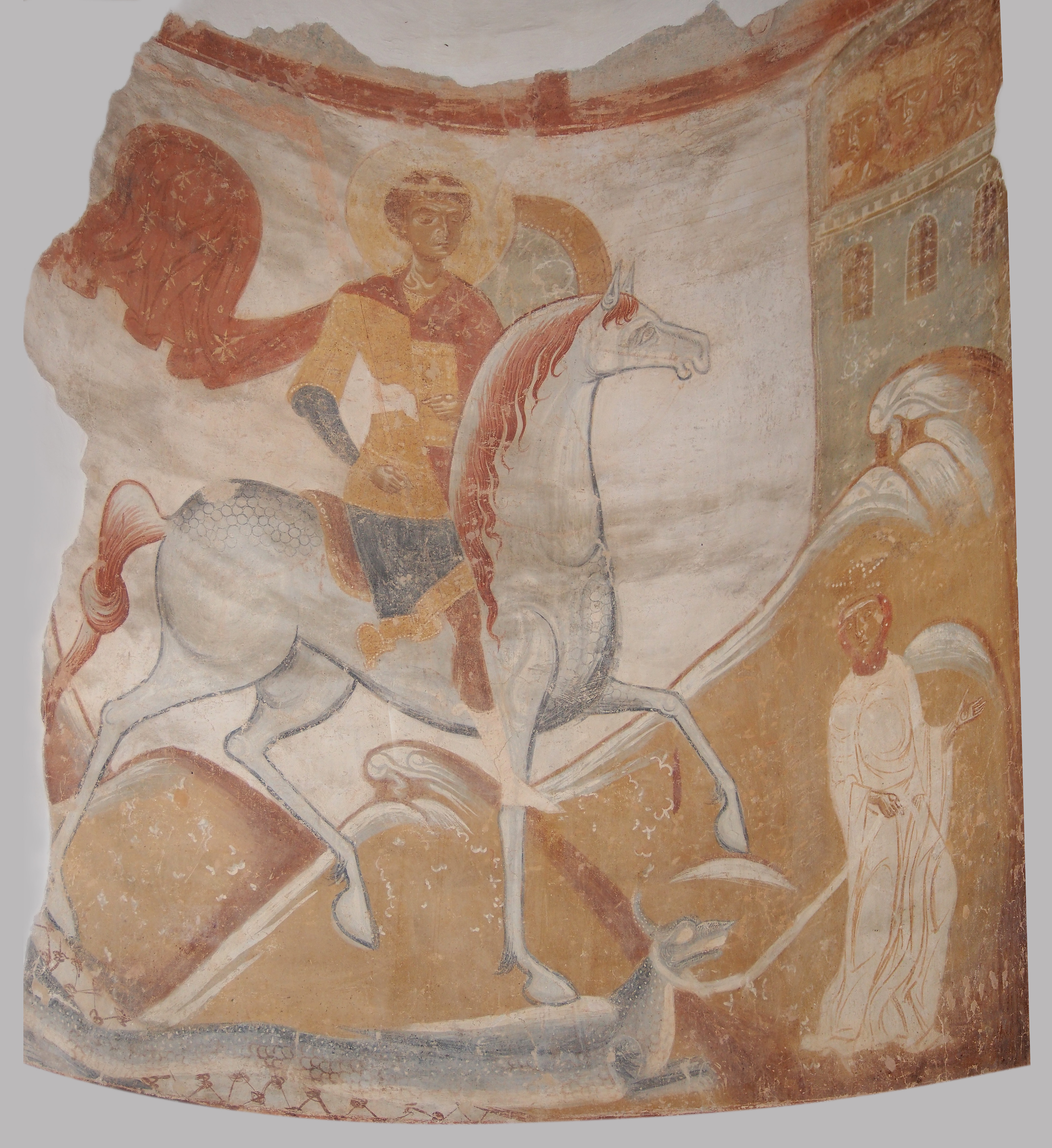
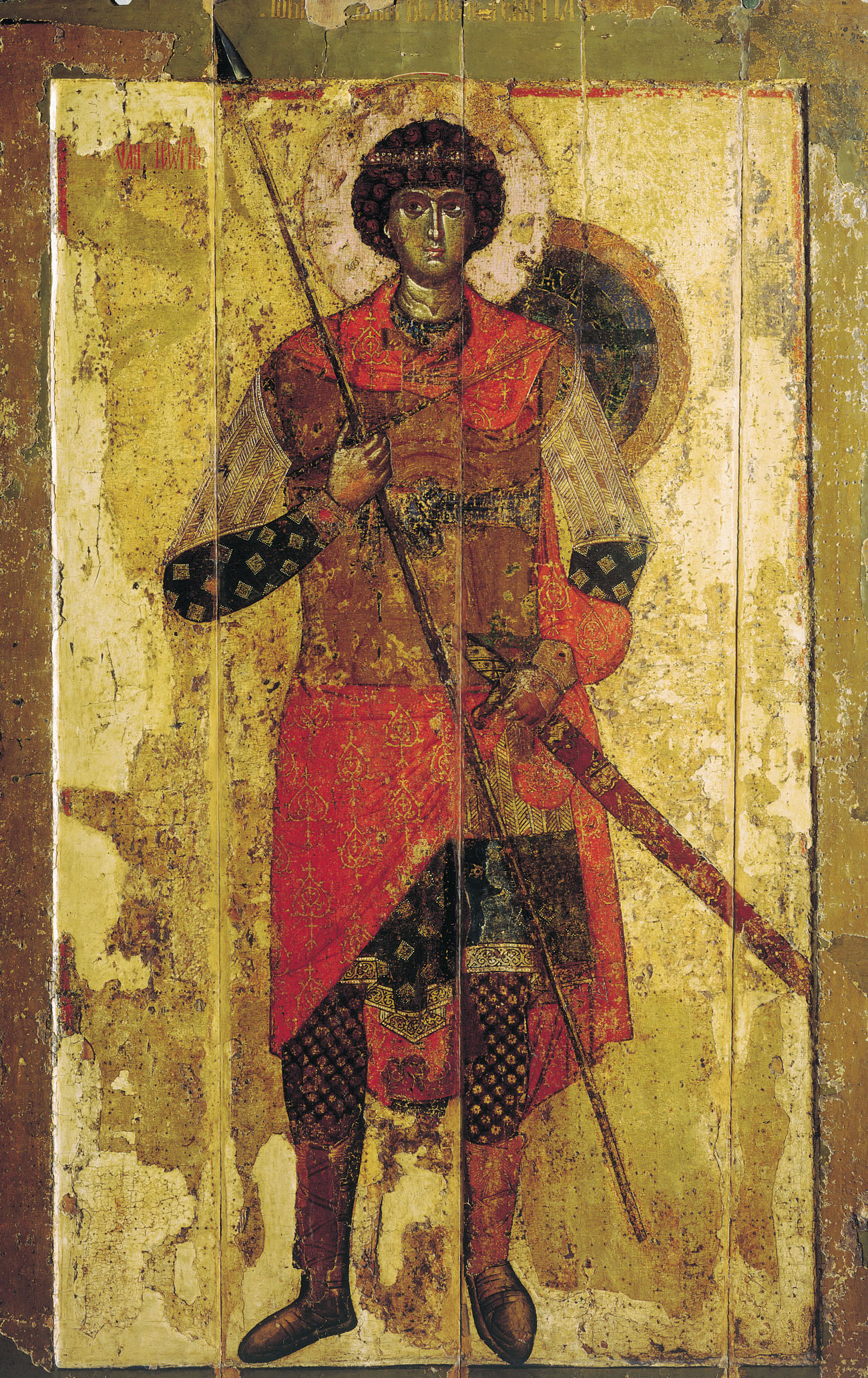
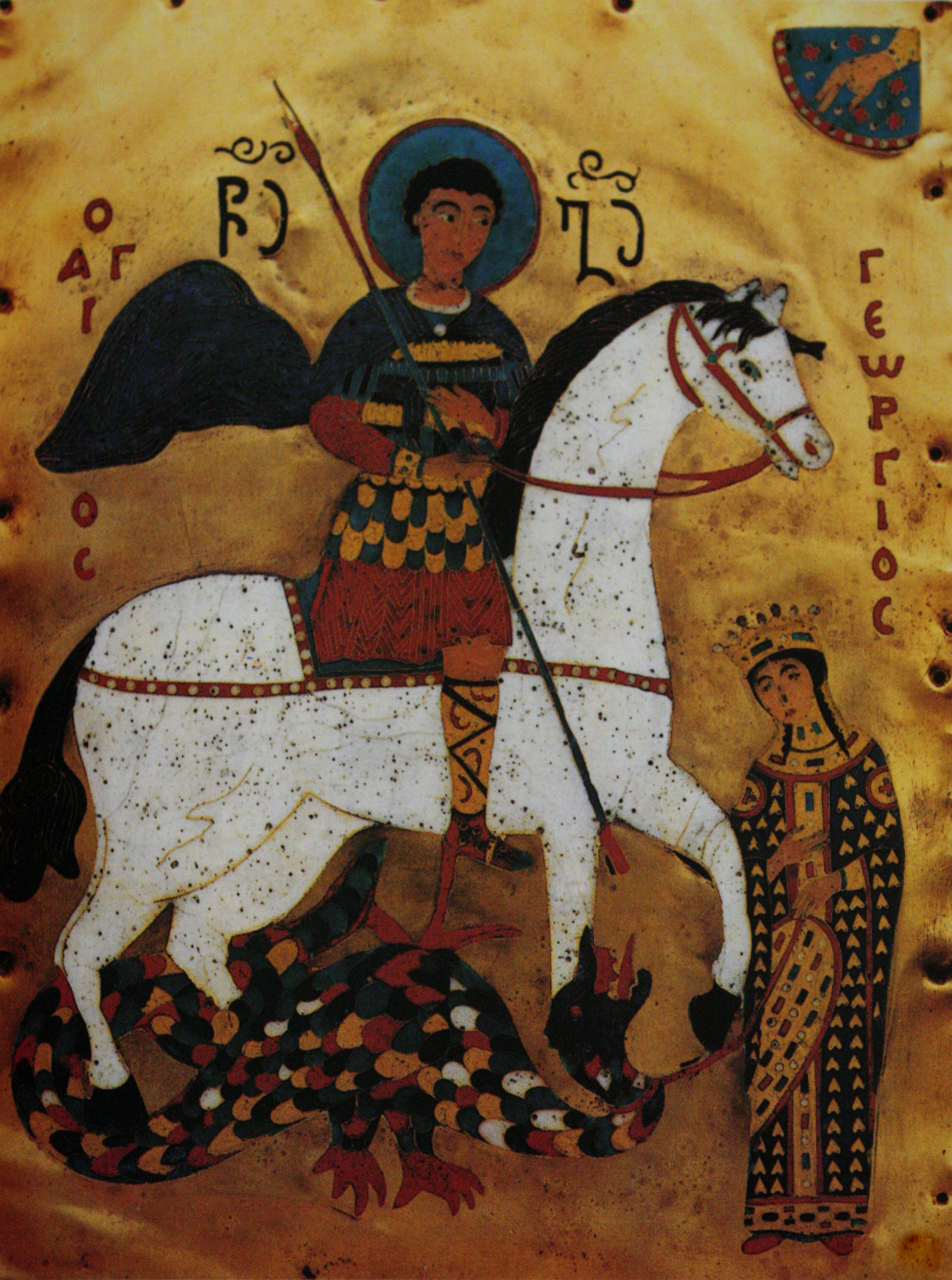
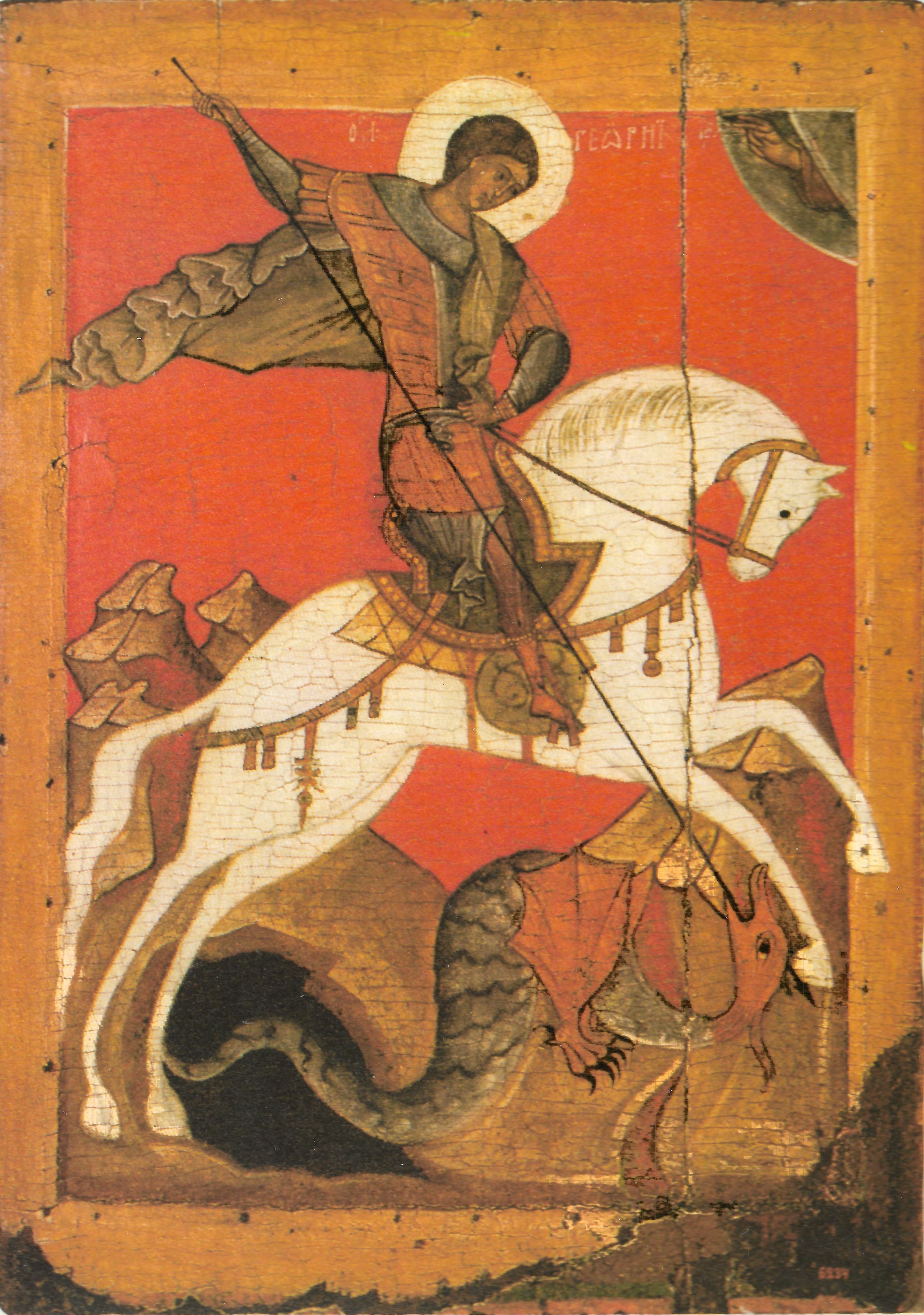
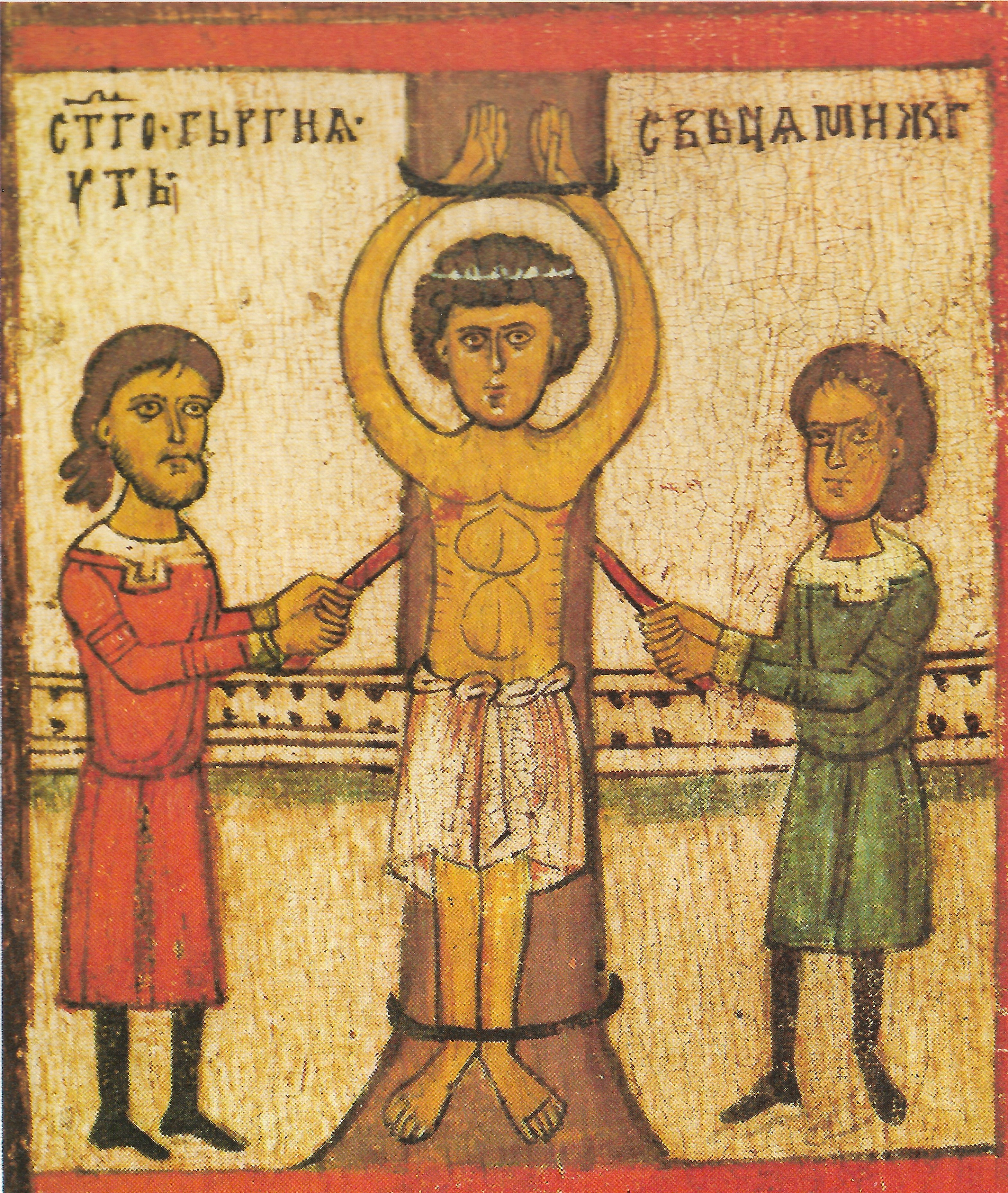
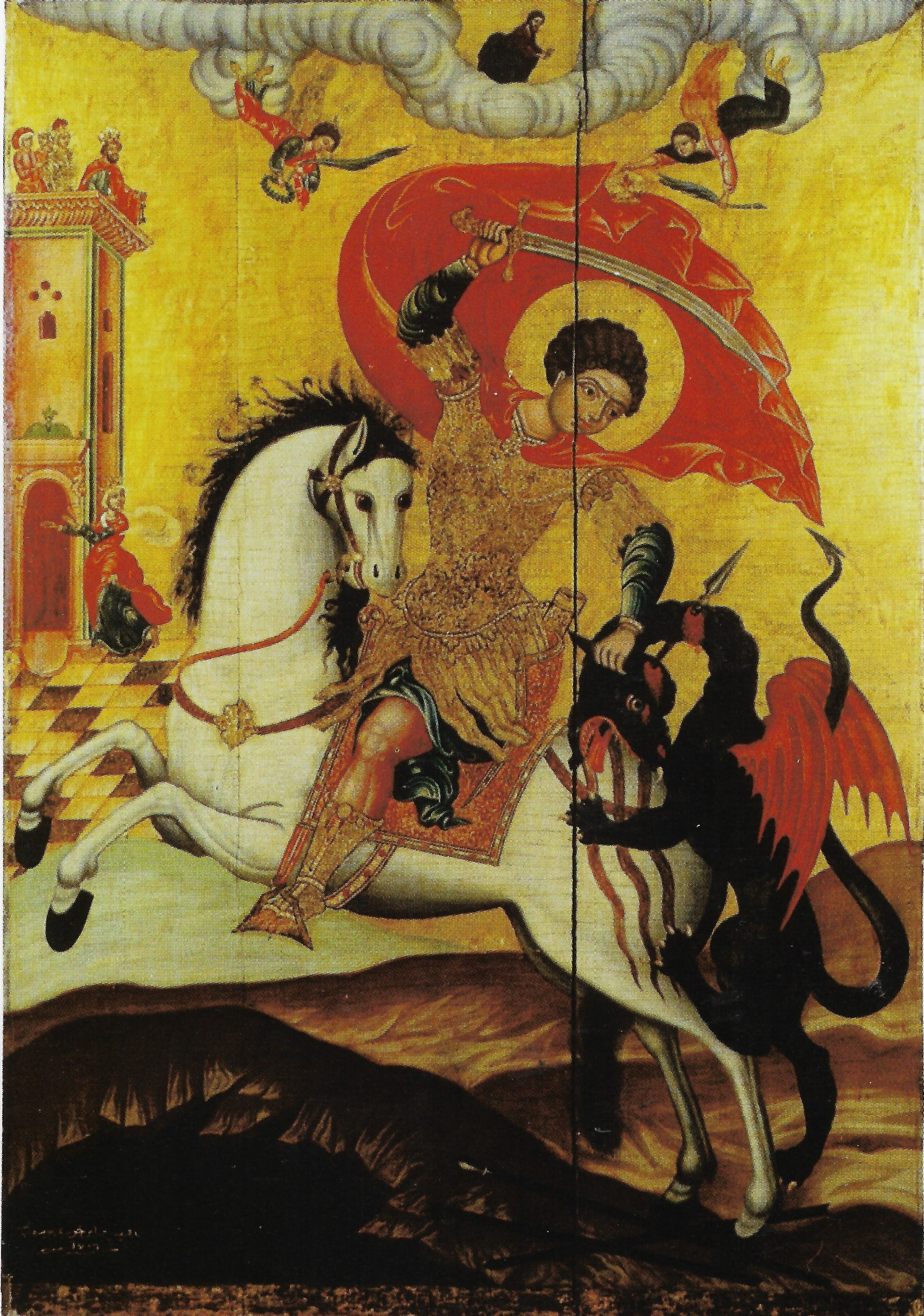

## انظر أيضًا

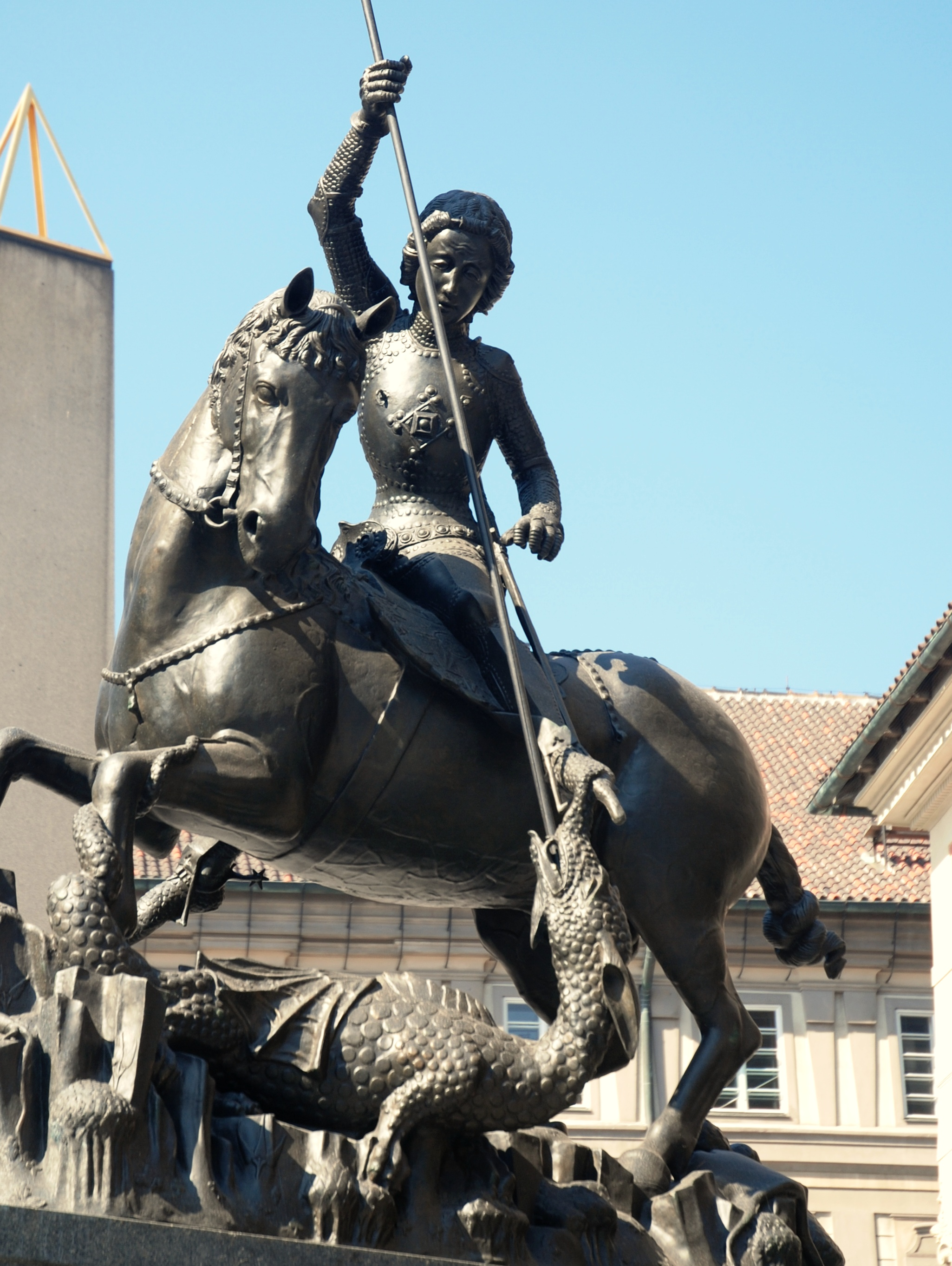
تمثال القديس جورج، قلعة براغ

## وصلات خارجية
- الترجمة الإنجليزية للأسطورة اللاتينية في القرن الخامس في Archive.org.
- سانت جورج والتنين، كتاب مصور مجاني يستند إلى «الأبطال السبعة» بقلم ريتشارد جونسون (1596)
- Archnet
- روابط وصور القديس جورج والتنين (أكثر من 125)، من Dragons in Art وعلى الويب
- قصة القديس جورج من الأساطير الذهبية
- سانت جورج وفتيان الكشافة، بما في ذلك نقش خشبي لكشاف على ظهور الخيل يقتل تنينًا
- دعاء لعيد القديس جاورجيوس
- شارع جورج
- سانت جورج والتنين: مقدمة
- القديس العظيم، حامل النصر والعجائب جورج الأرثوذكسي أيقونة وسينكساريون في 23 أبريل
- إهداء كنيسة الشهيد العظيم جورج في ليديا أيكون وسينكساريون في 3 نوفمبر
- إهداء كنيسة الشهيد العظيم جورج في أيقونة كييف وسينكساريون في 26 نوفمبر
- القديس جاورجيوس في كنيسة Plášťovce (Palást) في سلوفاكيا
- جمعية القديس جورج الأرثوذكسية العسكرية
- مركز الحج الجورجي الشهير في الهند كنيسة القديس جورج الأرثوذكسية Puthuppally، ولاية كيرالا، الهند
- يشرح البث الشبكي لراديو حائل جورج نسخة محفوظة 16 فبراير 2013 على موقع واي باك مشين. كيف تم الخلط بين القديس جورج وبعض الآلهة الأفرو برازيلية
- مقال في المدونة عن عيد القديس جورج عيد القديس جورج هو 23 أبريل - عن ذلك التنين...
- القديس جورج الشهيد في موقع الأيقونية المسيحية.
- القديس جورج، الشهيد من ترجمة كاكستون للأسطورة الذهبية